# Cergy
Pour les articles ayant des titres homophones, voir Sergy et Sergi.
Pour l’article homonyme, voir Cergy-Pontoise.
Cergy (/sɛʁ.ʒi/) est une commune française située dans le département du Val-d'Oise, en région Île-de-France.
Ses habitants sont appelés les Cergyssois et ceux de la communauté d'agglomération de Cergy-Pontoise, les Cergy-Pontains.
La préfecture du Val-d'Oise et le conseil départemental sont installés sur le territoire de la commune (bien que Pontoise soit de jure le chef-lieu du département).

## Géographie

### Localisation
Cergy est située sur la rive droite de l'Oise, à la limite sud du Vexin français, au centre du département du Val d'Oise sur l'axe ouest-est, et à une distance orthodromique de 28 km au nord-ouest de Paris. La ville fait partie de l'agglomération parisienne.
C'est plus particulièrement le principal centre de la communauté d'agglomération de Cergy-Pontoise, traversée par l'A15 vers Paris, Argenteuil ou Rouen, Vernon puis de la Francilienne vers l'aéroport Roissy-Charles-de-Gaulle, Versailles, Chantilly, Beauvais, Poissy.

### Communes limitrophes
Cergy est limitrophe de sept autres communes, dont le chef-lieu d'arrondissement de Pontoise est la plus importante. Deux communes limitrophes sont situées sur la rive gauche de l'Oise : Éragny et Neuville-sur-Oise. Du fait de son passé comme village rural, Cergy possède encore un vieux village et trois hameaux : Ménandon et Gency en aval, et Ham sur la rive gauche de l'Oise, près de Neuville.
| Puiseux-Pontoise | Osny              | Pontoise |
| Courdimanche     | Cergy             |          |
| Vauréal          | Neuville-sur-Oise | Éragny   |

Les quartiers nouveaux, abritant la grande majorité des habitants, ne forment pas non plus une zone urbanisée homogène, et la continuité urbaine s'est établie avec plusieurs communes limitrophes, le développement n'ayant pas tenu compte des limites des communes. De ce fait, le quartier des Larris (Pontoise) se situe à 400 m de la préfecture de Cergy, ou la gare de Cergy-le-Haut à 300 m de Courdimanche.

### Géologie et relief
Le gisement chelléen de Cergy, situé sous des tufs calcaires, riche en silex remontant à l'époque des mammouths et en coquilles de palourdes asiatiques, a fait l'objet de nombreuses études au début du XIXe siècle.
Cergy est située dans le bassin sédimentaire du Vexin français, dans un méandre appelé boucle de l'Oise. Son sous-sol calcaire, riche en tuf a donné lieu au XXe siècle à l'exploitation de gravières. Il est couvert de sables et d'une couche argileuse. Essentiellement ville de plaine, son altitude varie entre 21 m, pour le point le plus bas, 33 m, pour la mairie, et culmine à 121 m, dans le massif de l'Hautil. Celui-ci présente des gisements de gypse situés à moins de 15 m de profondeur, sujets à dissolution, et induisant des possibilités de mouvement de terrain, qui limite à la fois une urbanisation intensive de la zone et le recours à des solutions d'assainissement individuel des eaux usées, pour les constructions existantes.

### Hydrographie
L'Oise est l'unique cours d'eau sur la commune de Cergy. La ville tire l'essentiel de ses ressources en eau potable des nappes aquifères de son sous-sol, grâce à des points de captage. Compte tenu de sa faible altitude, et de la présence de zones inondables, le plan de prévention des risques de la vallée de l'Oise délimite une « zone verte », dans laquelle les constructions sont interdites.

### Climat
Pour des articles plus généraux, voir Climat de l'Île-de-France et Climat du Val-d'Oise.
En 2010, le climat de la commune est de type climat océanique dégradé des plaines du Centre et du Nord, selon une étude du CNRS s'appuyant sur une série de données couvrant la période 1971-2000. En 2020, Météo-France publie une typologie des climats de la France métropolitaine dans laquelle la commune est exposée à un climat océanique et est dans la région climatique  Sud-ouest du bassin Parisien, caractérisée par une faible pluviométrie, notamment au printemps (120 à 150 mm) et un hiver froid (3,5 °C).
Pour la période 1971-2000, la température annuelle moyenne est de 11,6 °C, avec une amplitude thermique annuelle de 15 °C. Le cumul annuel moyen de précipitations est de 667 mm, avec 10,8 jours de précipitations en janvier et 7,5 jours en juillet. Pour la période 1991-2020, la température moyenne annuelle observée sur la station météorologique la plus proche, située sur la commune de Boissy-l'Aillerie à 2 km à vol d'oiseau, est de 11,2 °C et le cumul annuel moyen de précipitations est de 635,8 mm,. Pour l'avenir, les paramètres climatiques de la commune estimés pour 2050 selon différents scénarios d'émission de gaz à effet de serre sont consultables sur un site dédié publié par Météo-France en novembre 2022.
| Mois                                  | jan.             | fév.           | mars           | avril           | mai           | juin          | jui.          | août          | sep.            | oct.          | nov.             | déc.           | année      |
| ------------------------------------- | ---------------- | -------------- | -------------- | --------------- | ------------- | ------------- | ------------- | ------------- | --------------- | ------------- | ---------------- | -------------- | ---------- |
| Température minimale moyenne (°C)     | 1,6              | 1,4            | 3,2            | 4,8             | 8,2           | 11            | 12,9          | 12,8          | 10              | 7,7           | 4,4              | 2,1            | 6,7        |
| Température moyenne (°C)              | 4,3              | 4,8            | 7,6            | 10,2            | 13,6          | 16,7          | 18,9          | 18,8          | 15,5            | 11,9          | 7,5              | 4,7            | 11,2       |
| Température maximale moyenne (°C)     | 7                | 8,2            | 12             | 15,6            | 19            | 22,3          | 24,9          | 24,9          | 21              | 16            | 10,7             | 7,4            | 15,8       |
| Record de froid (°C) date du record   | −17,8 17.01.1985 | −15,4 07.02.12 | −11,1 13.03.13 | −4,6 12.04.1986 | −1,6 06.05.19 | 1 05.06.1991  | 4 01.07.1960  | 3,1 26.08.18  | −0,6 20.09.1952 | −5,2 28.10.03 | −10,2 24.11.1998 | −16 07.12.1969 | −17,8 1985 |
| Record de chaleur (°C) date du record | 15,5 05.01.1999  | 20 27.02.19    | 25,6 31.03.21  | 29,3 18.04.1949 | 32,5 27.05.05 | 37,1 27.06.11 | 41,6 25.07.19 | 39,2 12.08.03 | 35,5 08.09.23   | 28,8 01.10.11 | 21,7 01.11.14    | 17,4 07.12.00  | 41,6 2019  |
| Précipitations (mm)                   | 54,1             | 45,9           | 46,9           | 43,9            | 59,8          | 50,2          | 51,6          | 55,4          | 46,7            | 58,2          | 54,8             | 68,3           | 635,8      |

## Urbanisme

### Typologie
Au 1er janvier 2024, Cergy est catégorisée grand centre urbain, selon la nouvelle grille communale de densité à sept niveaux définie par l'Insee en 2022.
Elle appartient à l'unité urbaine de Paris, une agglomération inter-départementale regroupant 407  communes, dont elle est une commune de la banlieue,,. Par ailleurs la commune fait partie de l'aire d'attraction de Paris, dont elle est une commune du pôle principal,. Cette aire regroupe 1 929 communes,.

### Morphologie urbaine

#### Les quartiers anciens

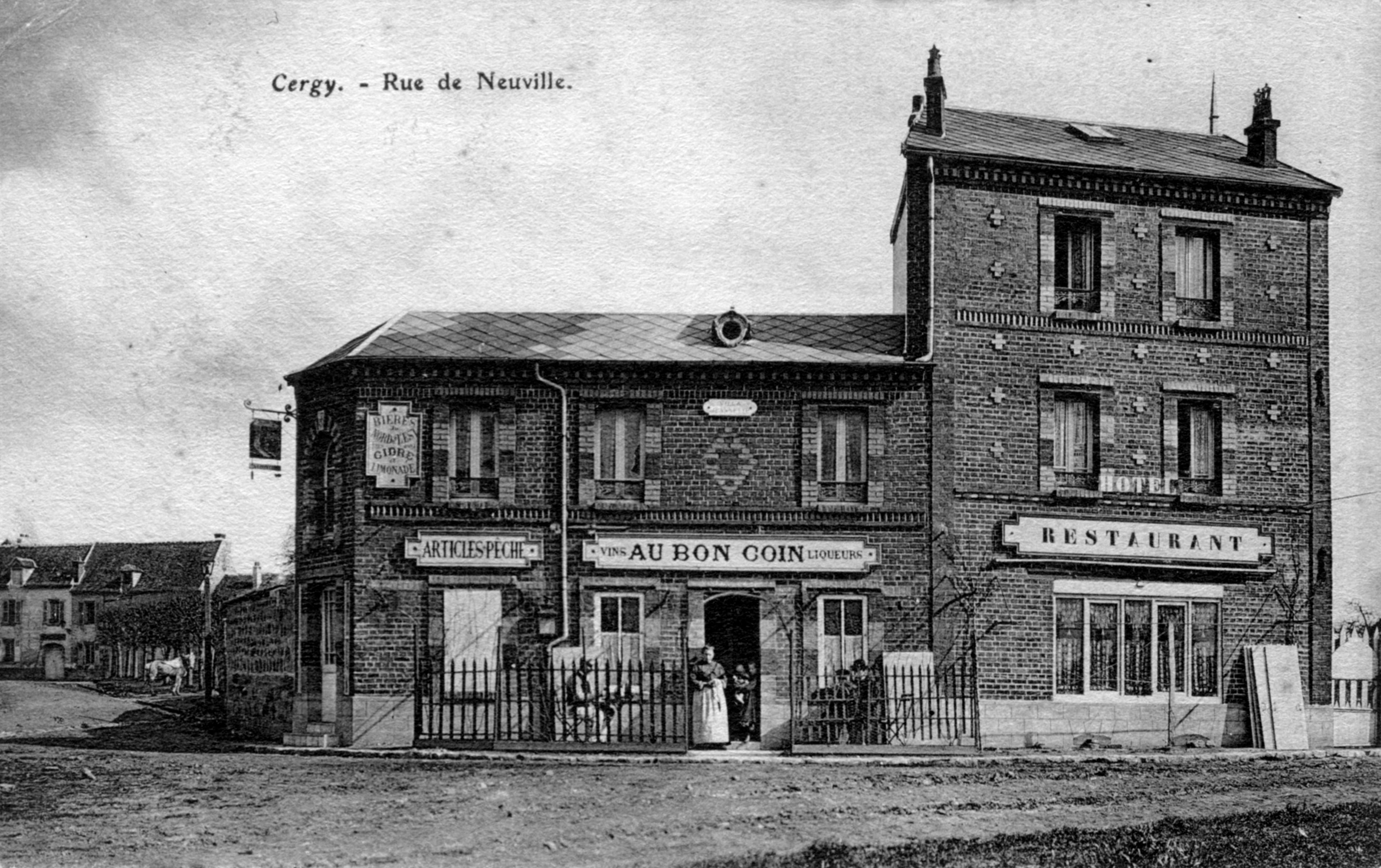
Cergy. Rue de Neuville. Carte postale ancienne.

Le quartier historique de Cergy s'appelle « Cergy-Village » ; il comporte une série très typique de petites fermes en pierre de taille, et est bordé par l'Oise.
Cergy-Village était constitué d'une rue principale :
- au sud, elle se divisait en deux routes, l'une vers Neuville-sur-Oise, l'autre vers Éragny-sur-Oise (passant à travers le Bois de Cergy). On peut d'ailleurs toujours voir un vieux panneau routier indiquant « Seine-et-Oise » ;
- au nord, elle suivait l'Oise vers le hameau de Menandon (ancien Menaudon) puis jusqu'au hameau de Gency (ancien Jancy) ;
- le reste de la commune n'était que champs ou bois (Hazay, Justice…).

Le développement du chemin de fer au XIXe siècle conduit à la création de la ligne de Pontoise à Poissy en 1912, mais fermée à tout trafic dès 1948. Le bâtiment-voyageurs de la gare subsiste toujours place de Verdun. À Cergy, la ligne suivait un tracé encore clairement visible aujourd'hui pour sa plus grande partie puisqu'il a été transformé en voie piétonne et en sentier de randonnée.

#### La ville nouvelle
Le développement de la ville nouvelle de Cergy-Pontoise amène une voie ferrée moderne avec le RER et le Transilien passant plus au nord du vieux village (regroupant aujourd'hui sous le nom « Bords d'Oise » l'ancien village, Port-Cergy et seul Ham quartier sur la rive gauche de l'Oise). Les déblais des tranchées ouvertes creusées ont par ailleurs servi à édifier la Butte du Chat-Perché.
C'est d'abord la gare de Cergy-Préfecture (centre-ville) qui ouvre, desservie par le RER A ; Cergy-Préfecture et l'Orée du Bois qui se composent de plusieurs quartiers comme : la Croix Petit, les Chênes, les Paradis, la Préfecture, ainsi que les Touleuses, les Plants, les Bocages, la Croix Saint Sylvère, les Châteaux Saint-Sylvère et les Clairières. Au centre de la ville se trouve le quartier des Coteaux : le Ponceau, les Linandes, la Justice, les Heuruelles.
Ensuite, en 1985 ouvre la gare de Cergy-Saint-Christophe. Le quartier du même nom est composé de plusieurs sous-quartiers : la Belle Épine, le Verger, les Genottes, la Sébille, les Terrasses, la Bastide, le Gros Caillou, le Chat Perché, la Lanterne et l'Axe Majeur.
En 1994 fut inaugurée la gare de Cergy-le-Haut (nouvelle ville sur les hauts plateaux de Cergy). Cergy-le-Haut est composé des quartiers suivants : le Terroir, le Point du Jour, le Bontemps, l'Enclos, le Hazay, les Essarts, le Bois Lapelote et le Centre Gare.

### Projets d'aménagement
Pour le PLU de la ville voir : http://www.cergy.fr/les-services-et-demarches/urbanisme/reglementation/plan-local-durbanisme/

### Voies de communication et transports

#### Réseau routier
Située à 30 km de Paris, Cergy bénéficie de grandes voies de communication. Depuis 1970, l'autoroute A15 dessert la ville par le nord et permet de rejoindre la Défense en 30 min en voiture. L'A15 se termine officiellement avec la sortie no 10 (Pontoise les Louvrais / Osny l'Oseraie...) Cependant, la route continue sans aucune rupture de charge en tant que RN 14 jusqu'à Puiseux-Pontoise, marquant pendant un temps la limite nord de la commune de Cergy. À partir de Puiseux-Pontoise, à la sortie no 13 près du quartier des Hauts-de-Cergy, la RN 14 devient la RD 14 et continue vers Magny-en-Vexin et Rouen, en voie rapide à deux fois deux voies sur une grande partie de son parcours francilien. Quant à la RD 14, elle ne commence pas qu'à Puiseux-Pontoise, mais vient de Paris (en tant que RN 14 jusqu'à Saint-Gratien) tout comme l'A15 avec un itinéraire proche de cette dernière, desservant au plus près les centres des différentes communes.
Tandis que l'ensemble A15 / RN 14 / RD 14 constitue une radiale orientée dans un sens sud-est - nord-ouest, des transversales interconnectées avec la première assurent la desserte fine de l'agglomération et la relient à de nombreuses autres villes des environs. L'on peut citer notamment, d'est en ouest, la Francilienne (RN 184 / RN 104) vers l'aéroport Roissy-Charles-de-Gaulle et Saint-Germain-en-Laye ; la RD 203 vers Neuville-sur-Oise et Conflans-Sainte-Honorine ; le boulevard du Port vers Pontoise et Cergy-Village (ainsi que Port-Cergy) ; la RD 915 vers Marines, Gisors et Dieppe ; le boulevard du Moulin-à-Vent / boulevard de l'Oise vers Courdimanche et Vauréal ; et la RD 22 vers Boissy-l'Aillerie et Courdimanche. Finalement, la RD 55 suit la boucle de l'Oise et relie Cergy-Village aux centres anciens de Vauréal et Jouy-le-Moutier ; c'est une route dont la physionomie n'a pas été influencée par la constitution de la ville nouvelle à partir des années 1970, conservant un caractère semi-rural. Fortement urbanisé, l'ensemble du territoire communal est couvert par un réseau de voies très dense, mais du fait de l'organisation de la ville en quartiers distincts, la plupart des rues n'ont qu'une mission de desserte locale, et l'essentiel de la circulation repose sur les routes précitées.
Depuis le 21 mars 2009, la communauté d'agglomération s'est dotée d'un système de vélopartage appelé VélO2. Celui-ci comprend 360 vélos répartis sur 41 stations, dont 24 à Cergy.

#### Transports ferroviaires

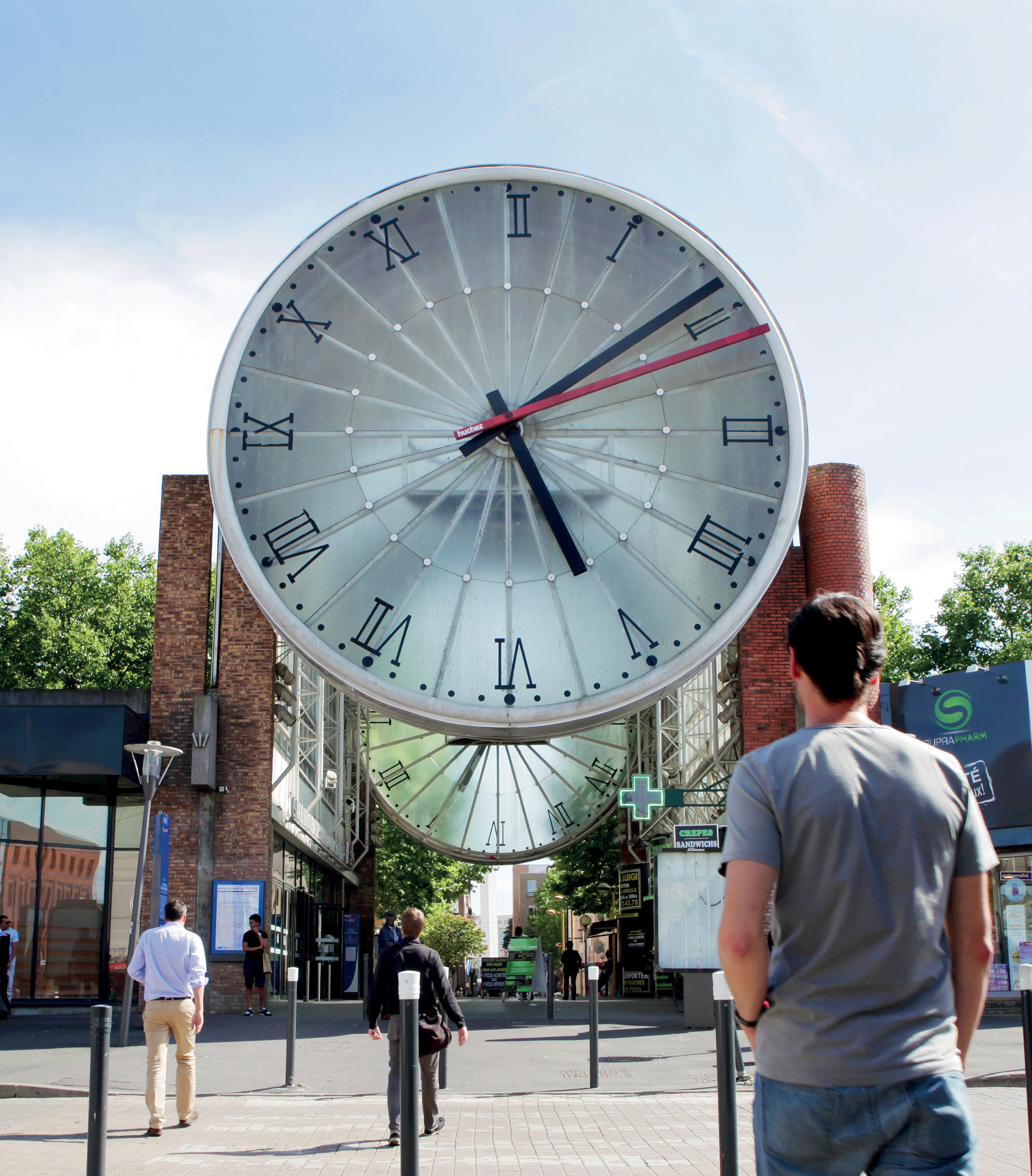
La gare de Cergy-Saint-Christophe, connue pour arborer la plus grande horloge d'Europe.

Cergy se situe en zone 5, à la fin d'une branche du RER A et du Transilien L, se terminant en impasse en gare de Cergy-le-Haut et desservant au passage les gares de Cergy-Préfecture et Cergy-Saint-Christophe. Les gares de Cergy-Préfecture et de Cergy-le-Haut sont des pôles d'échange avec les transports en commun et disposent d'importantes gares routières, dont celle de Cergy-Préfecture joue également un rôle majeur pour les transports interurbains sur le plan départemental (voir ci-dessous).
Les trains du RER A circulent toutes les 10 min du lundi au vendredi et toutes les 20 min le week-end. Ces trains sont originaires soit de Boissy-Saint-Léger (en semaine) ou Marne-la-Vallée, mais ils passent tous par La Défense, Châtelet - Les Halles et Paris-Gare-de-Lyon. Ils sont omnibus et en semaine, ils sont complétés par des trains de la Ligne L du Transilien. Ces derniers ont pour origine et terminus Paris Saint-Lazare et desservent les mêmes gares que le RER A entre Cergy et la gare de Houilles - Carrières-sur-Seine, à raison d'un train toutes les 11 à 12min (pointe du matin et du soir) et une fois par heure en journée.
Sans passer par Paris, des communications avec des autres lignes de banlieue sont possibles en changeant de train à Conflans-Fin-d'Oise (vers Mantes-la-Jolie et Argenteuil) ; à Maisons-Laffitte ou Sartrouville vers Poissy ; ainsi qu'à La Défense, notamment vers Versailles-Rive-Droite. Certains quartiers de Cergy disposant d'une ligne de bus directe pour la gare de Pontoise peuvent également bénéficier des liaisons ferroviaires offertes par cette dernière, éloignée de moins de 2 km de Cergy-Grand Centre. Il existe plusieurs lignes de bus du Réseau de bus Cergy-Pontoise Confluence fréquentes entre la gare de Cergy-Préfecture et la gare de Pontoise.
Jusqu'à récemment[réf. nécessaire], il n’y avait que trois voies en gare de Cergy-Le Haut. De ce fait, en cas de retard d’un train à l’arrivée, la gare ne pouvait pas recevoir de train supplémentaire. Ce dernier devait attendre qu’un quai se libère afin d’entrer en gare, et devait se retourner en arrivant en gare avant de repartir. Fin 2018, une 4e voie aurait dû être mise en service en gare de Cergy-Le Haut, permettant d’améliorer sensiblement la fluidité du trafic sur ces lignes. Elle est finalement opérationnelle depuis le 26 août 2019.

#### Transports urbains

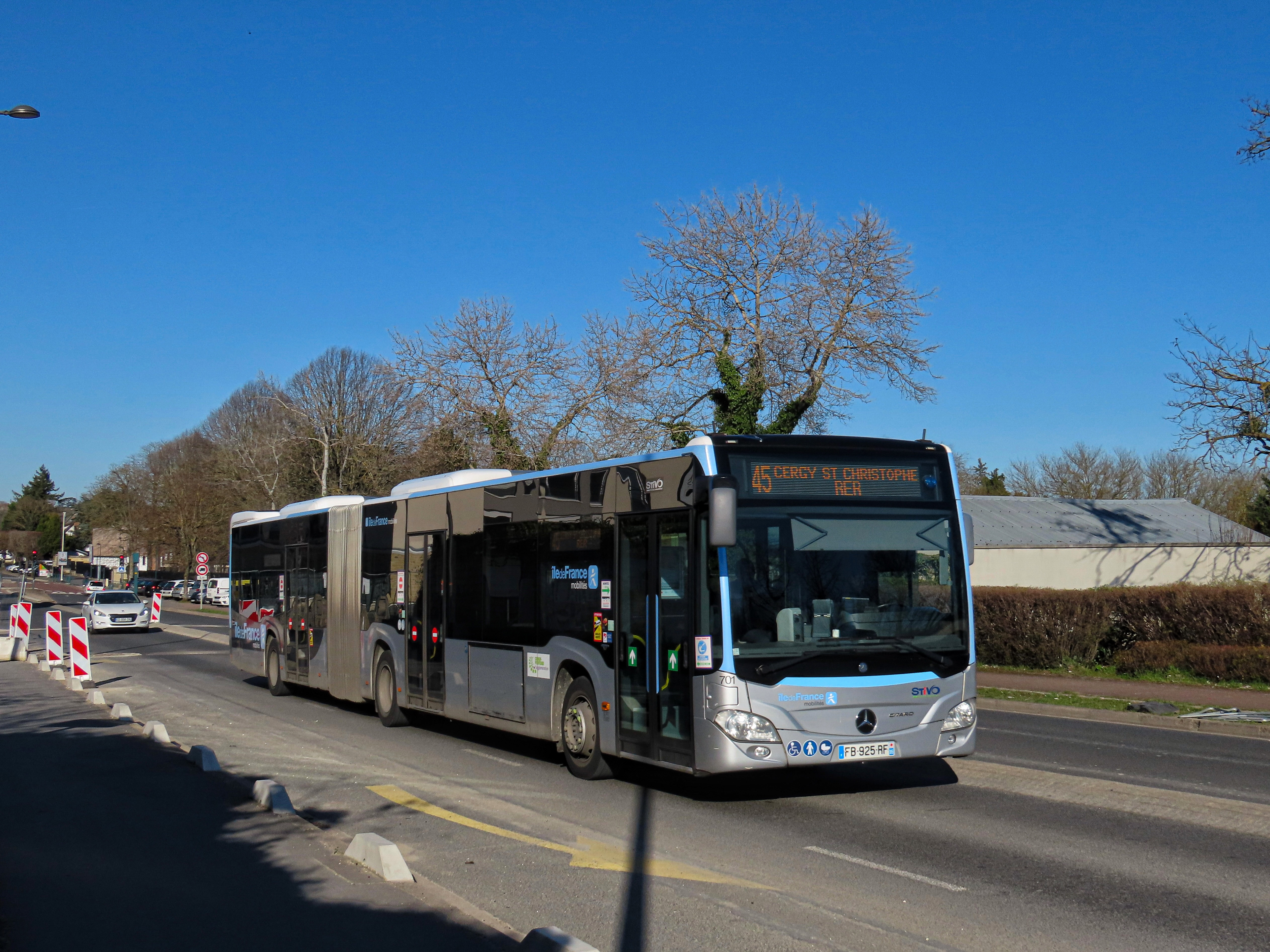
Cergy est desservie par de nombreuses lignes de bus Cergy-Pontoise Confluence.

Les transports urbains sont assurés par le réseau de bus Cergy-Pontoise Confluence (qui remplace la STIVO en 2024), le réseau de l'agglomération de Cergy-Pontoise, dont 21 des 23 lignes régulières desservent Cergy ou ont leur origine et terminus sur la commune. Treize lignes fonctionnent les dimanches et jours fériés. Les bus sont à plancher bas et généralement dotés de la climatisation. Environ 80 000 voyageurs sont transportés chaque jour ouvrable. Les horaires ne sont pas cadencés et les fréquences de la desserte varient fortement en fonction des heures de la journée et des lignes. Les sections les plus chargées sont desservies toutes les 5 min pendant les heures de pointe, alors que l'intervalle entre deux bus dépasse souvent une heure les dimanches et jours fériés. Le service commence vers 5 h 30 les jours ouvrables et se termine entre 20 h 30 et 1 h 30 en fonction des lignes et des sens de la desserte, aucun service de nuit n'étant assuré. Des correspondances concertées entre les différentes lignes n'existent pas, ce qui vaut également pour les correspondances entre le réseau urbain et le réseau interurbain (voir ci-dessous).

#### Transports interurbains

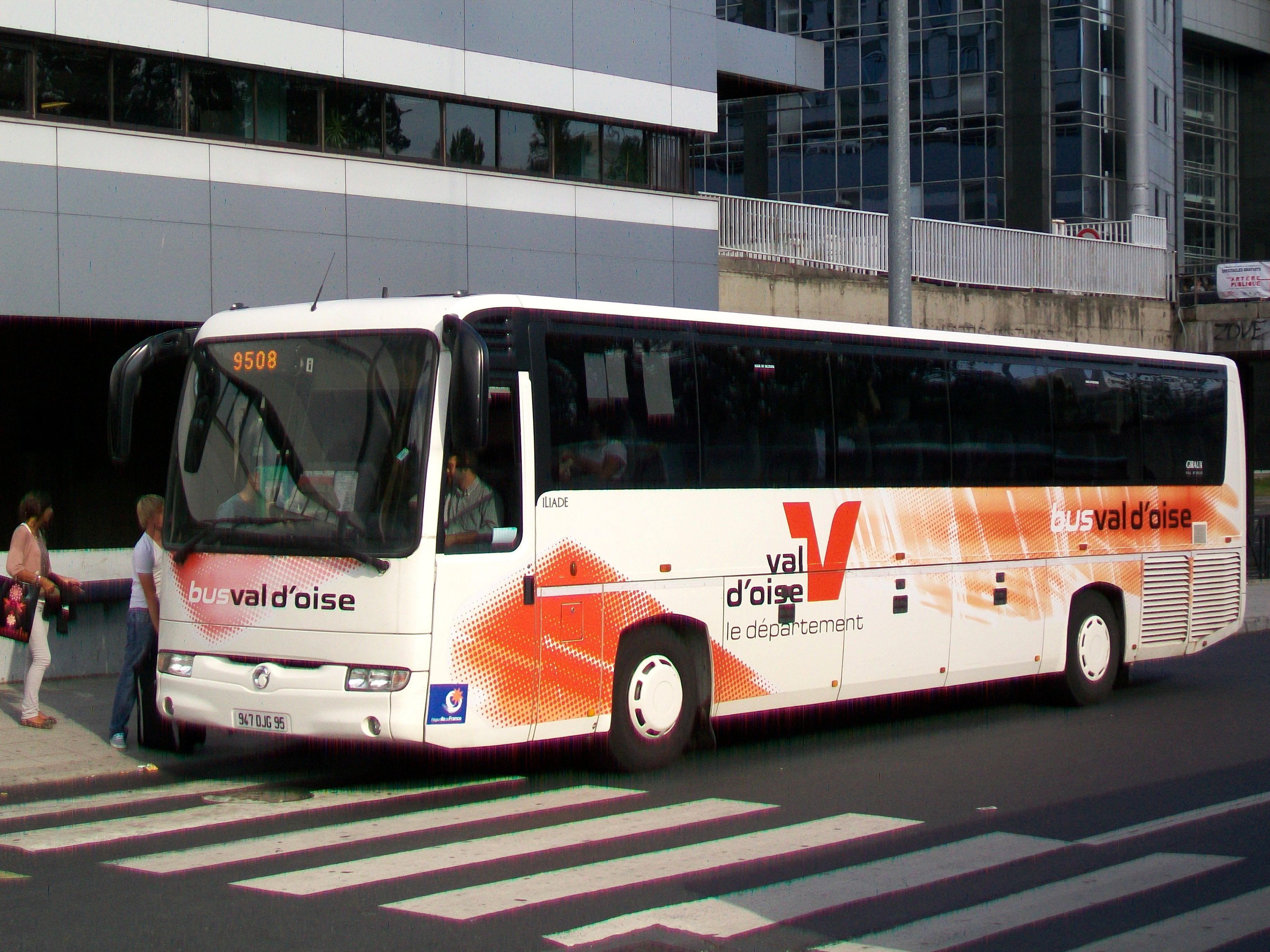
Car du réseau Busval d'Oise sur la ligne départementale 95-08 Cergy - Chars, à la gare routière de Cergy-Préfecture RER. En 2021, cette ligne a été transférée au réseau de bus du Vexin.

La gare routière de Cergy-Préfecture est le point de départ de nombreuses lignes d'autocars interurbaines, que ce soit de desserte de proximité ou de moyenne distance. La plupart des lignes interurbaines font partie des réseaux Val Parisis et Vexin, soit dix-sept lignes au total. S'y ajoutent six autres lignes : deux lignes du réseau de bus Express, une du réseau de bus Île-de-France Ouest, deux du réseau de bus de Poissy - Les Mureaux et une du réseau de bus du Mantois. Trois autres lignes interrégionales du réseau interurbain de l'Oise sont présentes et relient respectivement Étrépagny (Eure) (ligne 609), Gisors (Eure) (ligne 604) et Méru (Oise) (ligne 603) à Cergy. Finalement, deux lignes de nuit Noctilien organisées par la SNCF desservent également Cergy-Préfecture. Certains services ont comme origine ou destination Pontoise, ou passent par la gare de Pontoise et les deux autres gares de Cergy, mais ne peuvent en aucun cas être utilisés pour les déplacements au sein de l'agglomération.
Les lignes d'autobus express en Île-de-France jouent un rôle important dans les déplacements interdépartementaux ou sur moyenne distance, et offrent une alternative intéressante aux transports ferroviaires, car atteignant des localités non accessibles par train sans changement, et étant moins chères (un trajet = 1 ticket t+). Les véhicules sont autorisés à rouler à 100 km/h, ce qui exclut les places debout. L'on peut citer notamment la ligne Express 95-04, empruntant la voie rapide de la RD 14 entre la gare de Cergy-Saint-Christophe et Magny-en-Vexin ; la ligne Express 95-18 empruntant la Francilienne vers Roissypôle ; la ligne Express 16 rejoignant la gare de Saint-Quentin-en-Yvelines avec seulement quatre arrêts intermédiaires ; la ligne Express 27 vers la gare de Saint-Germain-en-Laye par la RN 184 avec seulement deux arrêts intermédiaires ; et la ligne Express 80 vers la gare de Mantes-la-Jolie. Les cars des lignes interurbaines ne sont pas encore tous accessibles aux personnes handicapées, mais certaines lignes fonctionnent déjà intégralement avec des bus à plancher bas, et sur les autres lignes, de nombreux cars disposent de lifts pour les fauteuils roulants. La quasi-totalité des autocars est climatisée.

#### Transports fluviaux
Cergy possède un petit port fluvial géré par la chambre de commerce et d'industrie de Versailles-Val-d'Oise-Yvelines. Baptisé Port-Cergy, il est situé près de Cergy-Village, et a une vocation de port de plaisance. Aucun service régulier de navigation sur l'Oise n'existe à Cergy, des croisières à la journée pouvant ponctuellement être organisées pendant la saison estivale.

## Toponymie
Cirgiacum en 1144, Cergi.
Une étymologie populaire donne Cergy comme l'anacyclique de la lettre y (« Cergy » à l'envers se lit « ygrec »), c'est-à-dire la forme que prendrait l'Oise sur le territoire de la commune. L'analogie aurait été repérée par le roi de France lui-même. Ce trait d'esprit est contredit par la graphie Sergy, que d'anciennes cartes inscrivent à côté de Pontoise. (D'autre part, la confluence de l'Oise avec la Seine, qui évoque l'y, est techniquement située dans la commune voisine de Conflans.)
En réalité, il s'agit d'un archétype gallo-romain fréquemment attesté, dérivé du suffixe -acum, précédé d'un nom de personne latin Servius ou Cervius (porté par un indigène gallo-romain). Homonymie avec Sergy (Sergiacus, 1172) ; Sergy ; Sargé (de Cerviaco XIe siècle, de Cergiaco XIIe siècle) ; et Sergeac (de Cergiaco 1053).

## Histoire
Jusqu'au XIIe siècle, Cergy fait partie du domaine royal. En 1120 Louis VI le Gros fait don du territoire à l'abbaye de Saint-Denis qui est le seigneur spirituel et temporel jusqu'en 1793.
Au XVe siècle, durant la guerre de Cent Ans, un combat eut lieu au « Brûloir ». Les Français qui occupaient la rive gauche de l'Oise, manquant de pain se battirent en gens affamés et vainqueurs, firent main basse sur les vivres, abondants, des godons.
Un décret de Louis XI en date du 3 septembre 1473 ordonne qu'il sera perçu un impôt sur les diverses marchandises passant sur ou sous le pont de Cergy, dont on ne connait pas exactement l’emplacement, mais qui était sûrement en bois comme beaucoup de ponts à cette époque.
Le 11 octobre 1476 eut lieu une adjudication des péages des ponts de Beaumont, l'Isle-Adam, Pontoise, Cergy et Neuville.
Durant l'époque féodale il existait plusieurs fiefs sur le territoire dénommés, :
- « Fief de Cergy »[31], nommé Cergiacum en 1069 et Sergy en 1731.
- « Fief du Brûloir »[32]. Au XVIe siècle, le hameau du Brûloir était le chemin de chasse marée et une des stations des conducteurs qui transportaient en chariot, ou à dos de mulets, la marée de Dieppe à Paris. Au milieu de ce hameau, qui comportait plusieurs auberges, s'élevait le château du Fief. Vis-à-vis de ce fief s'étendait, jusqu'à la rivière, la « rue des Orfèvres », du nom des artisans qui y exerçaient leur métier et dont le reste de cette voie est devenue désormais la « ruelle Fortier »[33],[32].
- « Fief de Ham »[34], qui fut un poste fortifié des Romains avant d'être rattaché à Éragny en 1687, puis revenu à Cergy après la Révolution.
- « Fief de Gency »[35],[36], appelé Gentiacum en 1072, qui semble d'origine romaine et qui comprenait un château. De Ham à Gency, ou existait un bac, s'étendait une belle route bordée d'arbre appelée « chemin de la Princesse » car c'était le passage qu'empruntait la princesse Louise-Adélaïde de Bourbon qui habitait Vauréal pour aller soit à Neuville, soit à Paris.
- « Fief des Clobilles » qui appartenait en 1675 à Philippe Le Febvre, écuyer, seigneur de Moussy[37] ou il y avait un moulin à vent.
- « Fief de Menandon »[38], qui se nommait au XIe siècle Monlandon ou Mont Landon du nom d'un propriétaire à cette époque.
- « Les Veaurois »[39] appelés Vaulx-Rouez en 1528 qui n'avait pas été élevé au rang de fief.

D'octobre 1636 à janvier 1637 les registres paroissiaux de Cergy indiquent un grand nombre de personnes mortes « de la mesme maladie contagieuse » laissant supposer une épidémie de peste dans le village et dans la région.
Le 13 juillet 1788, le territoire situé entre le « Brûloir » et « Menandon » est ravagé par un orage de grêle.
En 1870, la commune obtint l'autorisation de construire un pont à péage en remplacement du bac existant alors et servant à relier le hameau de Ham à Cergy.
Le 15 août 1875 un orage causa de gros dégâts à Neuville, et dévasta Jouy-le-Moutier, Vauréal, Boisemont, Courdimanche, Osny, Cergy, Puiseux, et Pontoise.

## Politique et administration

### Instances administratives et juridictionnelles

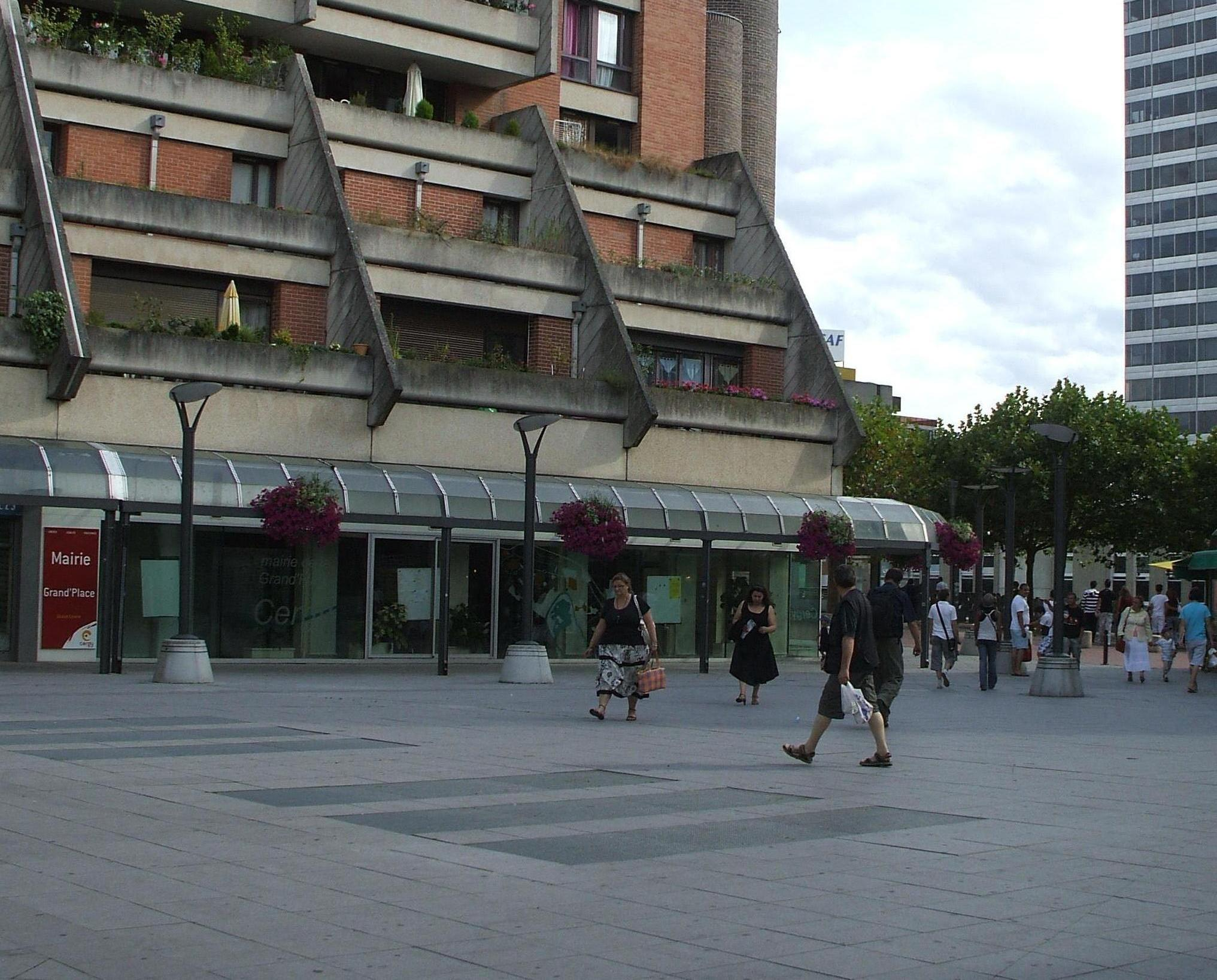
Mairie de Cergy-Préfecture.

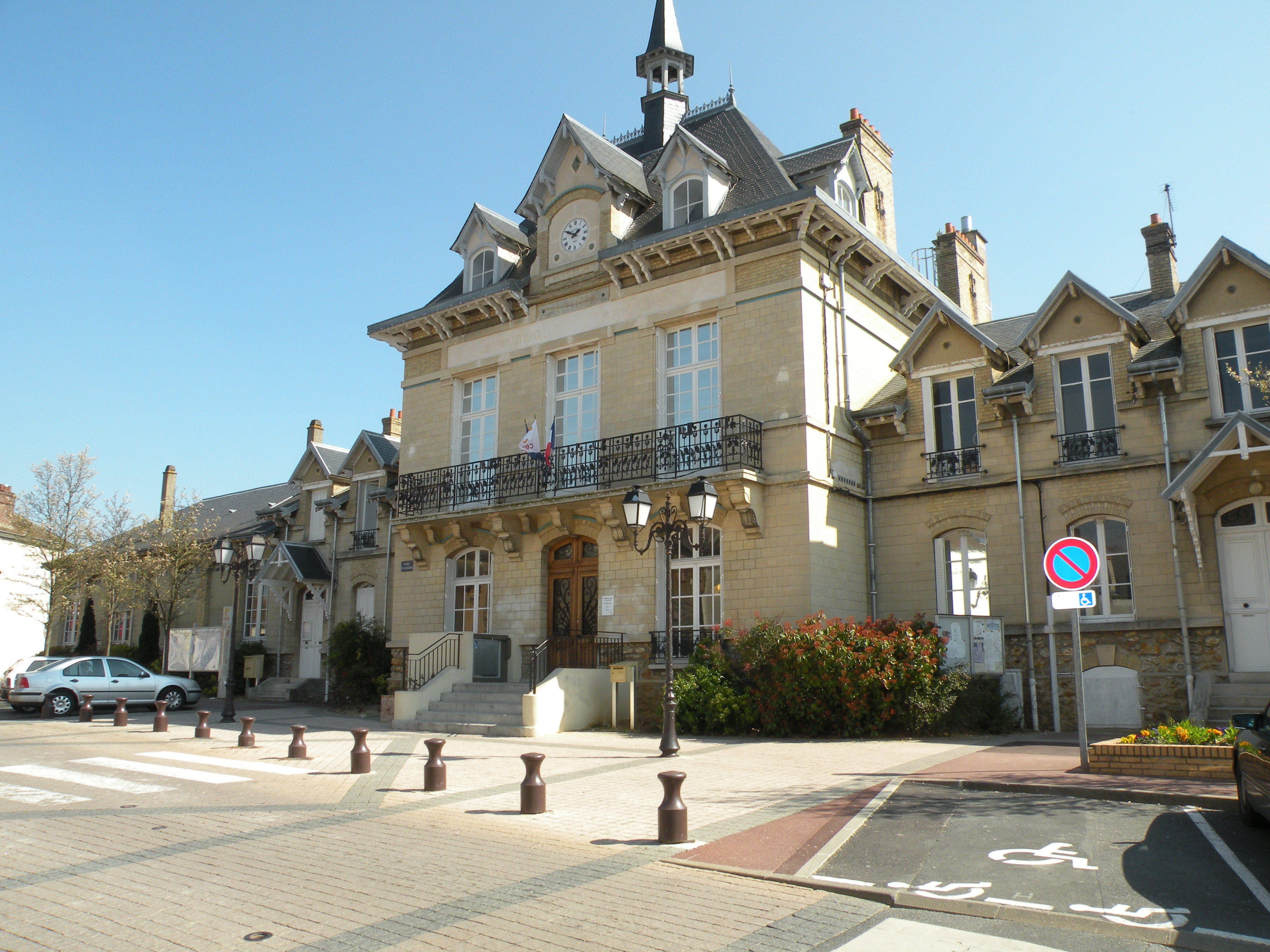
Mairie de Cergy Village.

Cergy abrite le bâtiment de la préfecture et le siège du conseil départemental du Val-d'Oise mais la ville n'est pas le chef-lieu de son département, rôle dévolu à la ville de Pontoise.
La commune fait partie de la juridiction du tribunal judiciaire et du tribunal de commerce de Pontoise. La ville accueille par ailleurs le tribunal administratif du Val-d'Oise ainsi qu'une maison de la justice et du droit (12, place des Institutions),.
Depuis le 17 février 2014, Cergy est le chef-lieu de deux nouveaux cantons :
- le canton de Cergy-1 est formé de la partie nord de Cergy et des communes d'Osny et de Puiseux-Pontoise (59 408 habitants) ;
- le canton de Cergy-2 est formé de la partie sud de Cergy et des communes de Boisemont, d'Éragny, de Jouy-le-Moutier et de Neuville-sur-Oise (53 960 habitants).

Jusqu'aux élections législatives de 2012, Cergy fait partie exclusivement de la 2ecirconscription du Val-d'Oise, circonscription la plus peuplée de France. Depuis les récentes élections de 2012, le territoire de l'ancien canton de Cergy-Sud (le village, le port, la préfecture) fait partie de la 2e circonscription du Val-d'Oise, tandis que le territoire de l'ancien canton de Cergy-Nord (Cergy Saint-Christophe et Cergy-Le-Haut) fait partie de la nouvelle 10e circonscription.

### Tendances politiques et résultats
Politiquement, Cergy est une commune traditionnellement orientée à gauche, les votes se portant majoritairement aux différents scrutins locaux ou nationaux sur le Parti socialiste.
Au référendum sur le traité constitutionnel pour l’Europe du 29 mai 2005, les Cergyssois ont majoritairement approuvé la Constitution Européenne, avec 52,57 % de « Oui » contre 47,43 % de « Non », avec un taux d’abstention de 33,06 % (France entière : « Non » à 54,67 % ; « Oui » à 45,33 %). Ces chiffres sont contraires à la tendance départementale du Val-d'Oise (Non à 53,47 % ; Oui à 46,53 %) mais légèrement inférieurs aux résultats franciliens (« Oui » : 53,99 % ; « Non » : 46,01 %).
À l’élection présidentielle de 2007, le premier tour a vu très majoritairement arriver en tête Ségolène Royal avec 38,83 % (national : 25,87 %), suivi de Nicolas Sarkozy avec 24,87 % (national : 31,18 %), puis François Bayrou avec 19,95 % et Jean-Marie Le Pen avec 5,72 %, aucun autre candidat ne dépassant le seuil des 4 %. Le second tour a vu arriver largement en tête Ségolène Royal avec 60,44 %, Nicolas Sarkozy totalisant 39,56 % des suffrages Cergyssois, chiffres inverses aux résultats nationaux avec un taux d'abstention de 14,57 %, légèrement inférieur à la moyenne nationale de 16,03 %.
En 2008, lors de l'élection municipale, le maire sortant Dominique Lefebvre est réélu avec 51,7 % des voix face au candidat soutenu par l'UMP) Thierry Sibieude. Il est remplacé par Jean-Paul Jeandon en janvier 2013, après avoir été élu député de la dixième circonscription du Val-d'Oise) en juin 2012.
Axel Poniatowski (UMP) est le député depuis 2002 (depuis 2012, canton de Cergy-Sud). Il est historiquement le seul député de cette circonscription à avoir été réélu. En 2002, il fut élu face à Dominique Gillot (PS), députée sortante, et en 2007, face à Dominique Lefebvre, maire de Cergy.
Lors du second tour des élections municipales de 2014 dans le Val-d'Oise, la liste PS menée par le maire sortant Jean-Paul Jeandon obtient la majorité absolue des suffrages exprimés, avec 7 689 voix (51,28 %, 34 conseillers municipaux élus dont 13 communautaires), devançant de 384 voix celle UMP-UDI menée par Thierry Sibieude, qui a obtenu 7 305 voix (48,71, 11 conseillers municipaux élus dont 4 communautaires élus).
Lors de ce scrutin, 50,56 % des électeurs se sont abstenus.
Lors du second tour des élections municipales de 2020 dans le Val-d'Oise, la liste PS menée par le maire sortant Jean-Paul Jeandon obtient la majorité des suffrages exprimés, avec 4 156 voix (46,28 %, 36 conseillers municipaux élus dont  	16 communautaires), devançant les listes menées respectivement par : 

- Armand Payet (DVD — qui bénéficiait de la fusion de la liste LR du premier tour menée par Alexandre Pueyo — 3 741 voix, 41,66 %, 10 conseillers municipaux élus dont 5 communautaires) ;

- Cécile Escobar (DVG, 1 082 voix, 12,05 %, 3 conseillers municipaux élus dont 1 communautaire).

Lors de ce scrutin marqué par la pandémie de Covid-19 en France, 71 % des électeurs se sont abstenus

### Politique de développement durable
La ville a engagé une politique de développement durable en lançant une démarche d'Agenda 21 en 2011.

### Distinctions et labels
En 2008, la commune a reçu le label « Ville Internet @@@ ».

### Jumelages
Jumelages de la communauté d'agglomération ou de certaines de ses communes :
| Ville | Ville            | Pays | Pays        |
| ----- | ---------------- | ---- | ----------- |
|       | Erkrath          |      | Allemagne   |
|       | Huế              |      | Viêt Nam    |
|       | Liaoyang         |      | Chine       |
|       | Porto-Novo       |      | Bénin       |
|       | Saffa (Ramallah) |      | Palestine   |
|       | Thiès            |      | Sénégal     |
|       | Tres Cantos      |      | Espagne     |
|       | West Lancashire  |      | Royaume-Uni |

## Population et société

### Démographie
L'évolution du nombre d'habitants est connue à travers les recensements de la population effectués dans la commune depuis 1793. Pour les communes de plus de 10 000 habitants les recensements ont lieu chaque année à la suite d'une enquête par sondage auprès d'un échantillon d'adresses représentant 8 % de leurs logements, contrairement aux autres communes qui ont un recensement réel tous les cinq ans,.

En 2022, la commune comptait 69 578 habitants, en évolution de +9,02 % par rapport à 2016 (Val-d'Oise : +4 %, France hors Mayotte : +2,11 %).
| 1793  | 1800  | 1806  | 1821 | 1831  | 1836  | 1841 | 1846 | 1851 |
| ----- | ----- | ----- | ---- | ----- | ----- | ---- | ---- | ---- |
| 1 045 | 1 084 | 1 069 | 987  | 1 016 | 1 000 | 970  | 956  | 963  |

| 1856 | 1861 | 1866 | 1872 | 1876 | 1881 | 1886 | 1891 | 1896 |
| ---- | ---- | ---- | ---- | ---- | ---- | ---- | ---- | ---- |
| 922  | 933  | 953  | 926  | 897  | 869  | 889  | 897  | 902  |

| 1901 | 1906 | 1911 | 1921 | 1926  | 1931  | 1936  | 1946  | 1954  |
| ---- | ---- | ---- | ---- | ----- | ----- | ----- | ----- | ----- |
| 885  | 942  | 933  | 963  | 1 060 | 1 118 | 1 106 | 1 138 | 1 447 |

| 1962  | 1968  | 1975  | 1982   | 1990   | 1999   | 2006   | 2011   | 2016   |
| ----- | ----- | ----- | ------ | ------ | ------ | ------ | ------ | ------ |
| 2 455 | 2 895 | 8 896 | 19 357 | 48 226 | 54 781 | 56 873 | 58 341 | 63 820 |

| 2021   | 2022   | - | - | - | - | - | - | - |
| ------ | ------ | - | - | - | - | - | - | - |
| 68 348 | 69 578 | - | - | - | - | - | - | - |

Lorsque Cergy fut choisie pour devenir le centre d'une agglomération nouvelle, ce n'était encore qu'un village. La commune avait moins de 3 000 habitants à la fin des années 1960. Elle commença alors à se développer beaucoup plus rapidement, dépassant 10 000 habitants au milieu des années 1970 et approchant 20 000 au début des années 1980. C'est dans cette décennie que sa croissance fut la plus spectaculaire, puisque la ville dépassait 48 000 habitants en 1990. L'augmentation s'est poursuivie depuis mais à un rythme nettement ralenti, pour atteindre 56 167 selon un recensement complémentaire en 2003.

### Enseignement

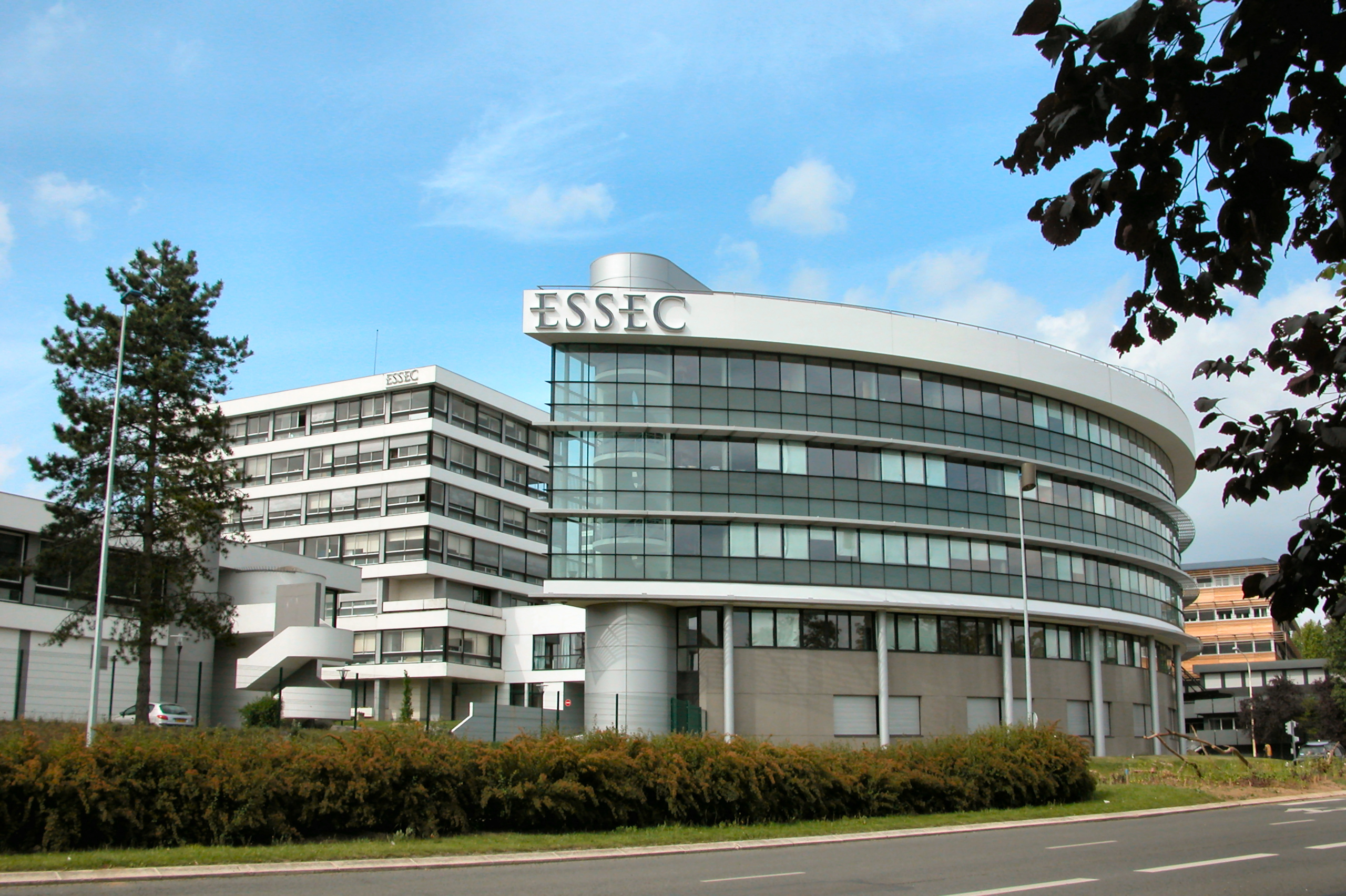
L'ESSEC.

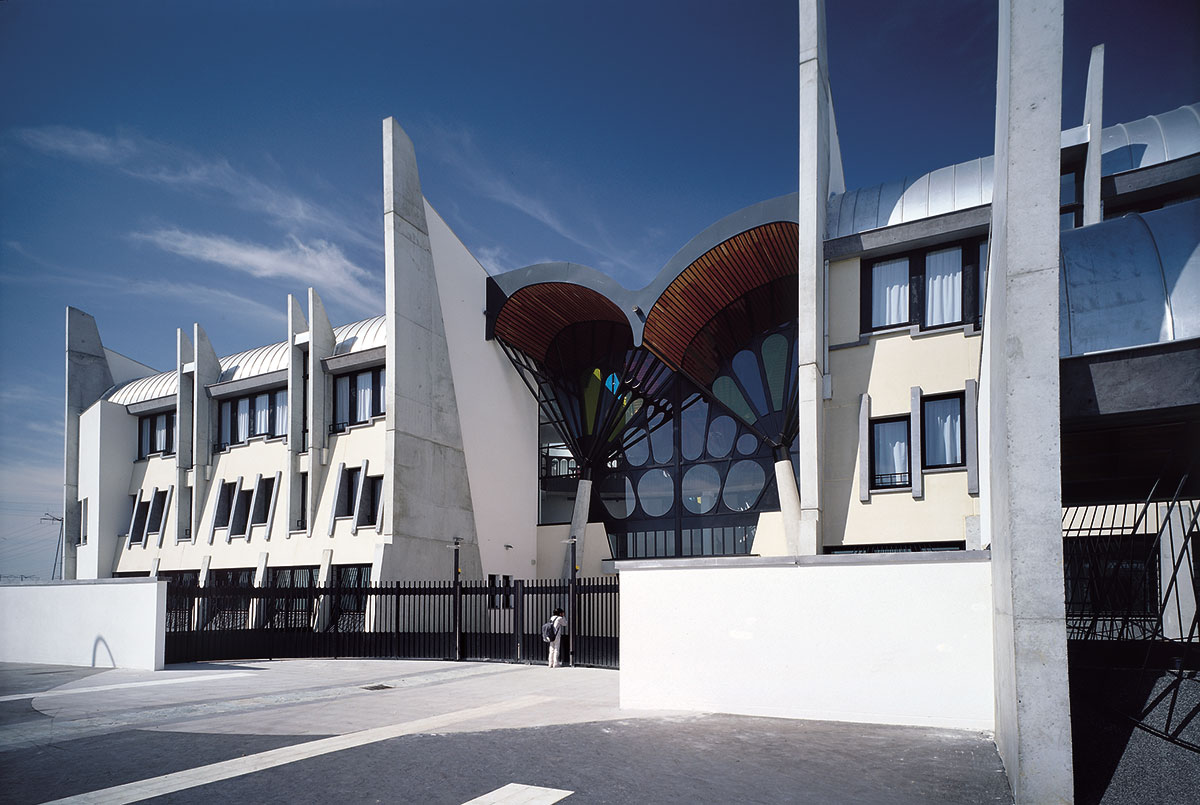
Le collège Les Explorateurs.

Cinquante-quatre établissements scolaires publics dispensent l'enseignement à Cergy : vingt-six écoles maternelles et primaires, cinq collèges et trois lycées.
- Lycée Jules Verne (en)
- Lycée Galilée (en)
- Lycée Alfred Kastler de Cergy-Pontoise (en) à Pontoise

Le collège Les Explorateurs devrait obtenir à la rentrée 2008 un statut de collège expérimental.
La ville relève de l'académie de Versailles. Les écoles de la commune sont gérées par l'inspection générale de l'inspection départementale de l’Éducation nationale de Cergy-Coteaux-de-l'Oise (La Lanterne 6, avenue du Jour). La circonscription fait partie du bassin d'éducation et de formation de Cergy.
L'enseignement supérieur se répartit entre:
- CY Cergy Paris Université (auparavant l'Université de Cergy-Pontoise créée en 1991), son campus accueillait 10 500 étudiants en 2007 ;
- l'IUFM avec 8 000 étudiants en 2007 qui a intégré l'UCP le 1er janvier 2007 ;
- un Institut universitaire de technologie intégré à l'université ;
- plusieurs grandes écoles :
  - COE (Collège ostéopathique européen) ;
  - Auparavant l'EISTI (École internationale des sciences du traitement de l'information), à présent intégrée à l'université ;
  - ENSEA (École nationale supérieure de l'électronique et de ses applications) ;
  - ESSEC (École supérieure des sciences économiques et commerciales) ;
  - ESCIA (École supérieure de gestion et de finance, membre du Groupe ITIN-ESCIA) ;
  - ENSAPC (École nationale supérieure d'arts de Paris-Cergy) ;
  - ITIN (École supérieure d'informatique, réseaux et systèmes d'information) ;
  - IPSL (Institut polytechnique Saint-Louis)
  - EBI École de biologie industrielle ;
  - ECAM-EPMI École d'électricité, de production et de méthodes industrielles ;
  - EPSS École pratique de service Social (à présent intégrée à l'université) ;
  - ISTOM École supérieure d'agro-développement international ;
  - ILEPS Institut libre d'éducation physique supérieur (à présent intégré à l'université).

### Manifestations culturelles et festivités
Festival des arts de la rue et du cirque créé en 1998 et ayant lieu chaque année durant le deuxième week-end de septembre.

### Sports

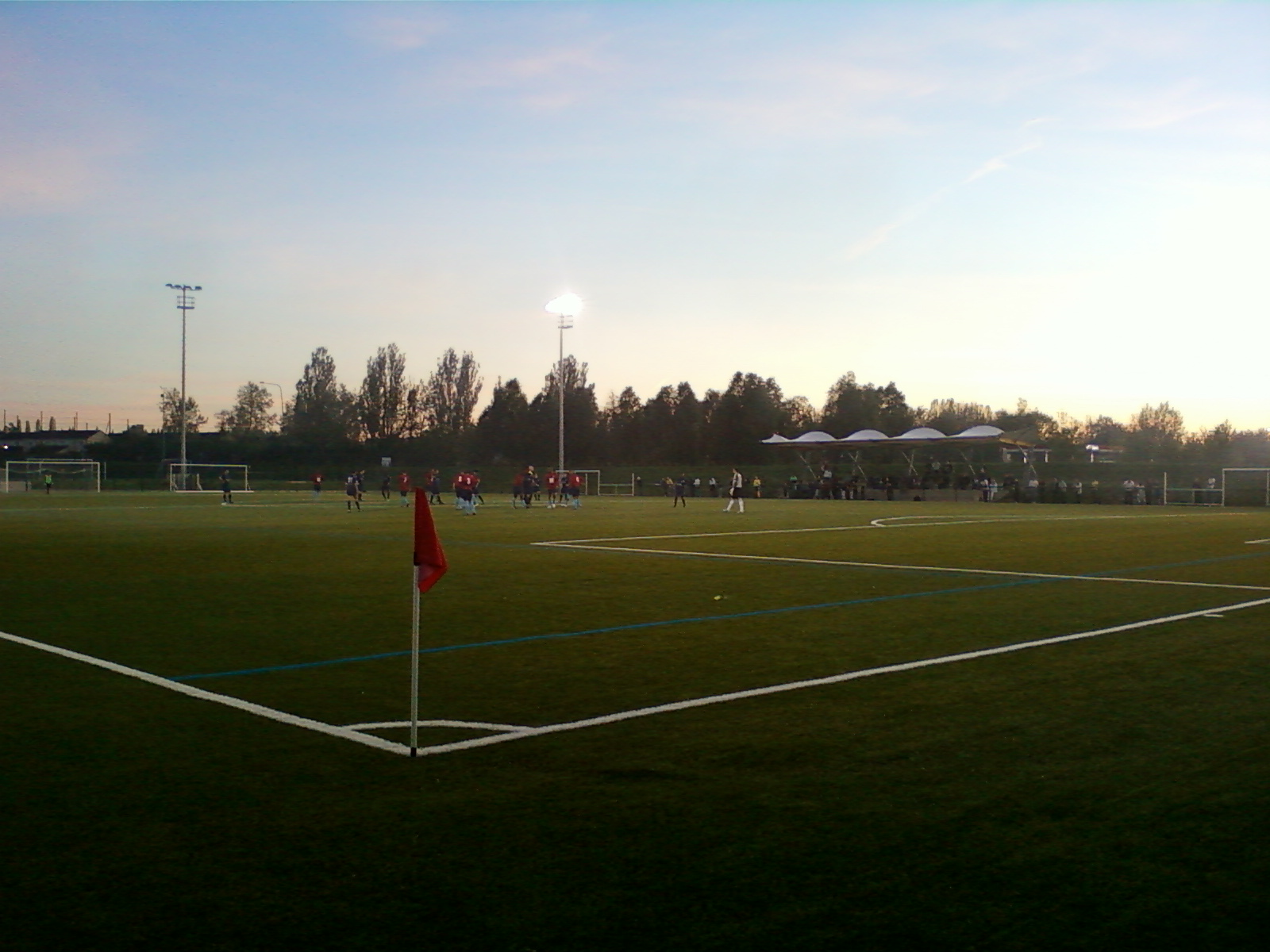
Le stade Salif-Keita de Cergy accueille les matches à domicile du Cergy-Pontoise Football Club.

L'Île de loisirs de Cergy-Pontoise, qui occupe une surface de 250 hectares dont 150 en plans d'eau, est une base de plein air et de loisirs bordée d'une plage de 5 000 m2 de sable fin, et située au centre de la boucle de l'Oise à Cergy et Neuville-sur-Oise. Elle permet la pratique de nombreux sports et loisirs, planche à voile, baignade, tennis, badminton, parcours de mini-golf… tout comme la simple promenade. Un stade d'eau vive, comportant notamment un téléski nautique et une vague à surf, permettent la pratique du rafting, kayak, wakeboard et autres sports de glisse. Trois parcours de golfs sont situés à Vauréal, Jouy-le-Moutier et Saint-Ouen-l'Aumône.
La ville dispose par ailleurs de deux piscines municipales, avec bassin de 25 mètres, toboggan, pataugeoires, solarium. La piscine de l'axe majeur dispose en outre d'un jacuzzi, d'une piscine ludique et d'un centre de remise en forme avec hammam. Une patinoire accueille grand public et des sections de hockey et de patinage artistique. Dix complexes sportifs, sept stades de foot, un terrain de baseball ainsi qu'un de pétanque sont ouverts aux 85 clubs sportifs de la ville, tandis que les adeptes de la pratique individuelle peuvent utiliser la piste de skate-board, l'un des 27 plateaux sportifs (hand-ball, foot, basket) ou l'une des cinq pistes d'athlétisme. Les adeptes de rugby utilisent le stade de Pontoise, en bordure immédiate du centre-ville.
Chaque année, les 24 h VTT de Cergy sont organisées au Bois de Cergy par le club VTT Les Sangliers du Vexin.

## Économie

### Revenus de la population et fiscalité
En 2010, le revenu fiscal médian par ménage était de 30 146 €.

### Commerces
Le centre commercial Les 3 Fontaines constitue l'un des plus importants centres commerciaux du département. Le bâtiment a été dessiné en 1972 par les architectes Claude Vasconi et André Georgel. Il fait partie de l'ensemble du quartier de la préfecture de la ville nouvelle, et il est, avec la préfecture, l'un des deux axes de développement du quartier. Pour la première fois, un centre commercial est à la fois relié à des voies de circulation d'un côté (autoroute A15) et à la ville piétonne de l'autre. Une station du RER A dessert les abords immédiats du centre commercial.
Le centre a été prolongé et agrandi dans les années 1990 (Cergy 3), augmentant la surface commerciale de deux grandes surfaces (à l'origine le Bazar de l'Hôtel de Ville (BHV), remplacé depuis par Fnac et Fly) ainsi que 30 autres boutiques.
Le nombre de clients par jour est estimé à 35 000.
Les Trois-Fontaines comptent aujourd'hui[Quand ?] 147 commerces répartis sur trois niveaux. Parmi eux, un hypermarché Auchan. Sur 28 226 m2, il réalise 40 % du chiffre d'affaires de l'ensemble du centre-ville.[réf. à confirmer]
Un important poste de transformation d'EDF-RTE est situé sur un terrain de la commune (400 kV, 225 kV).

## Culture locale et patrimoine

### Lieux et monuments

#### Monuments historiques

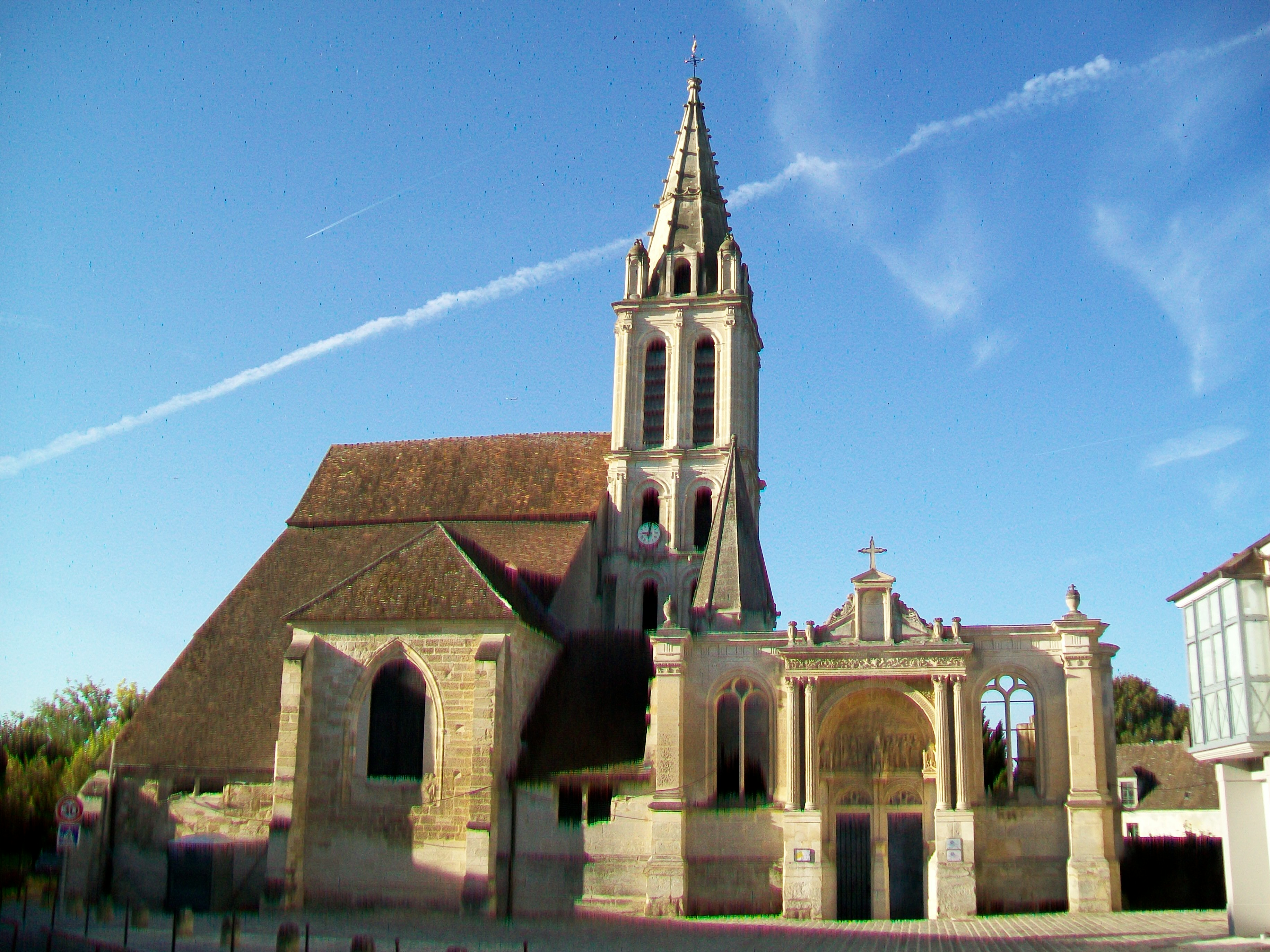
Vieux village. Église Saint-Christophe façade Ouest.
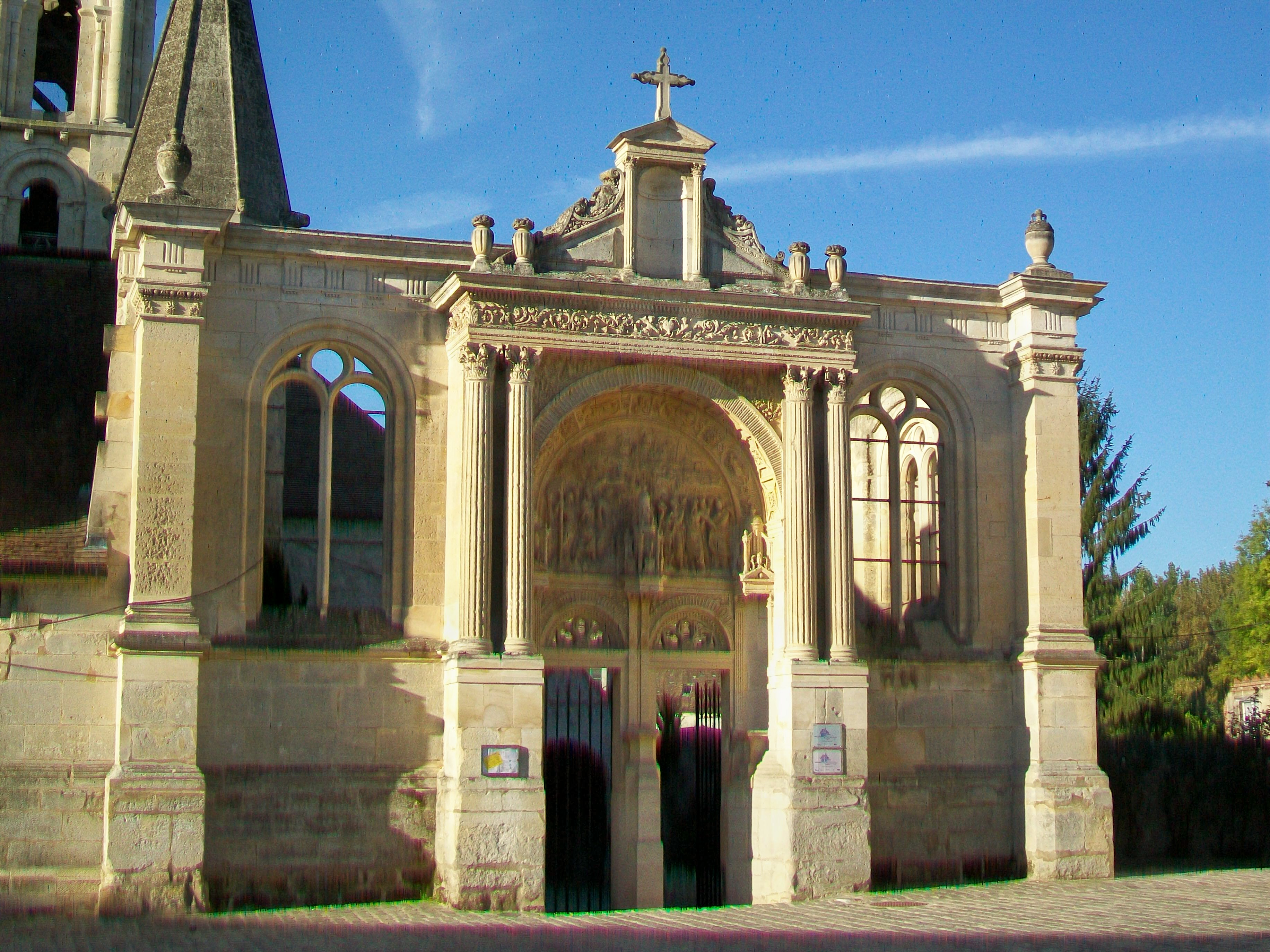
Portique Renaissance (détails).
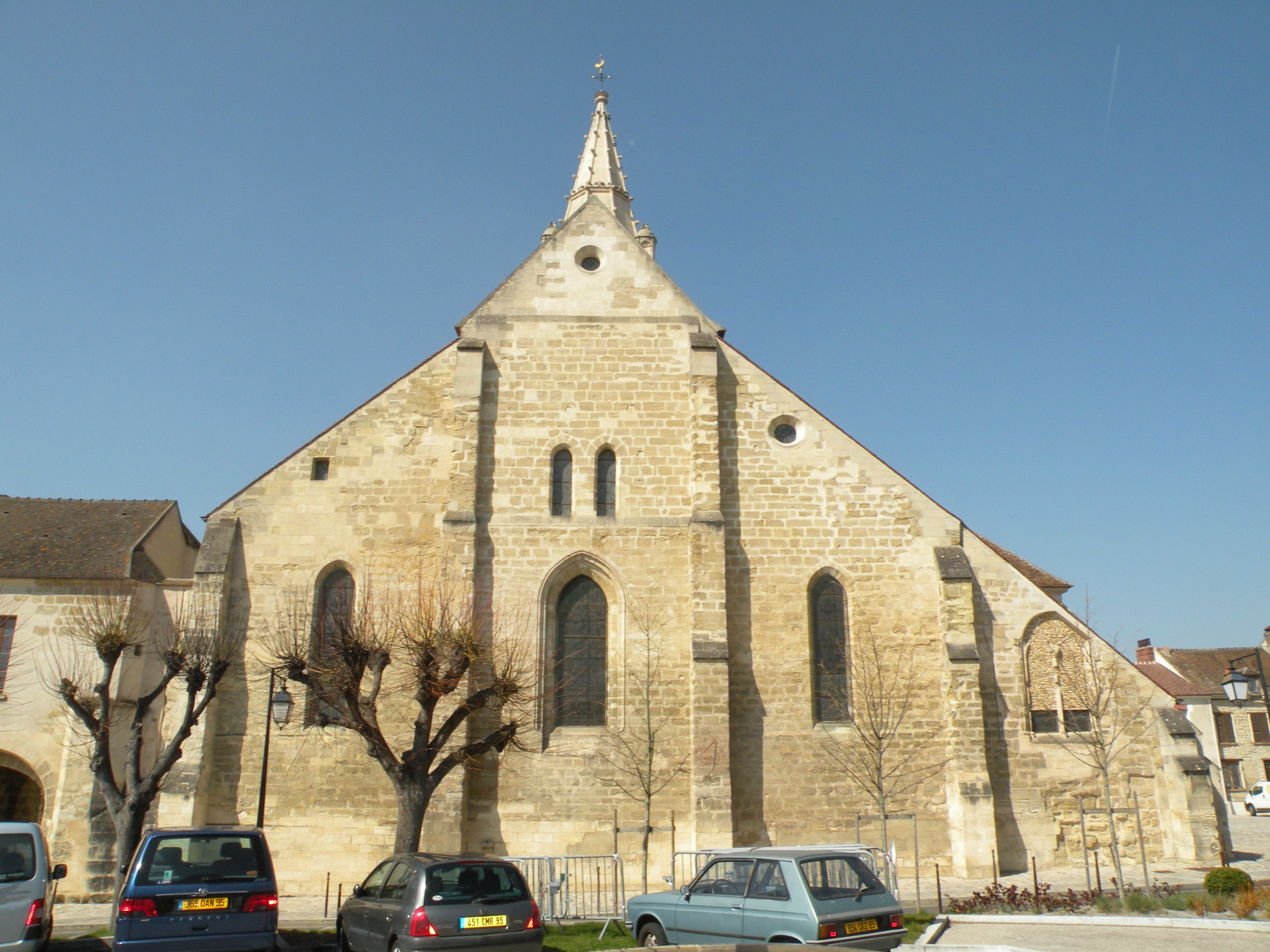
Chevet de l'église rue de Neuville.
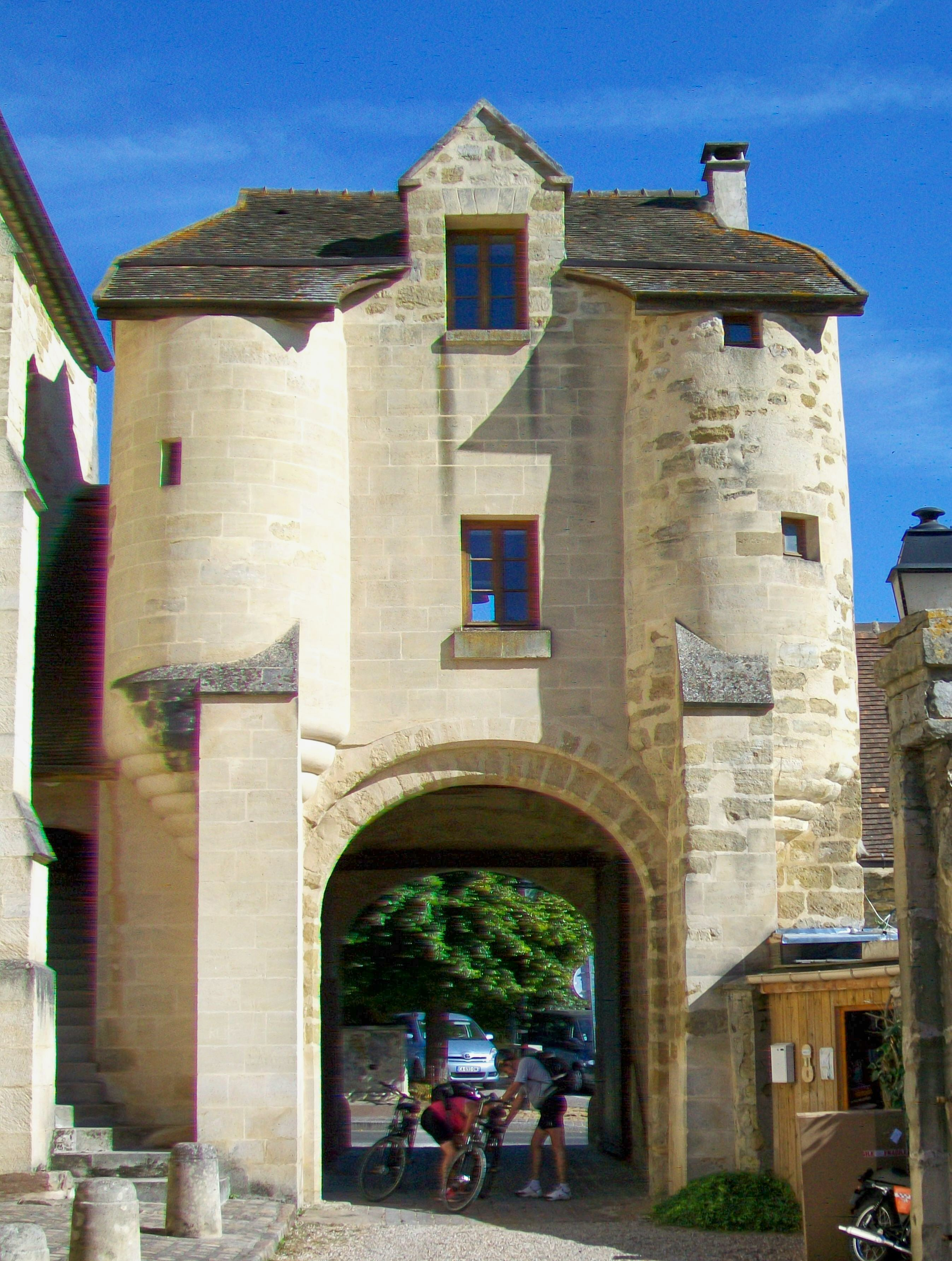
Porte fortifiée du prévôté vue de l'intérieur de la cour.
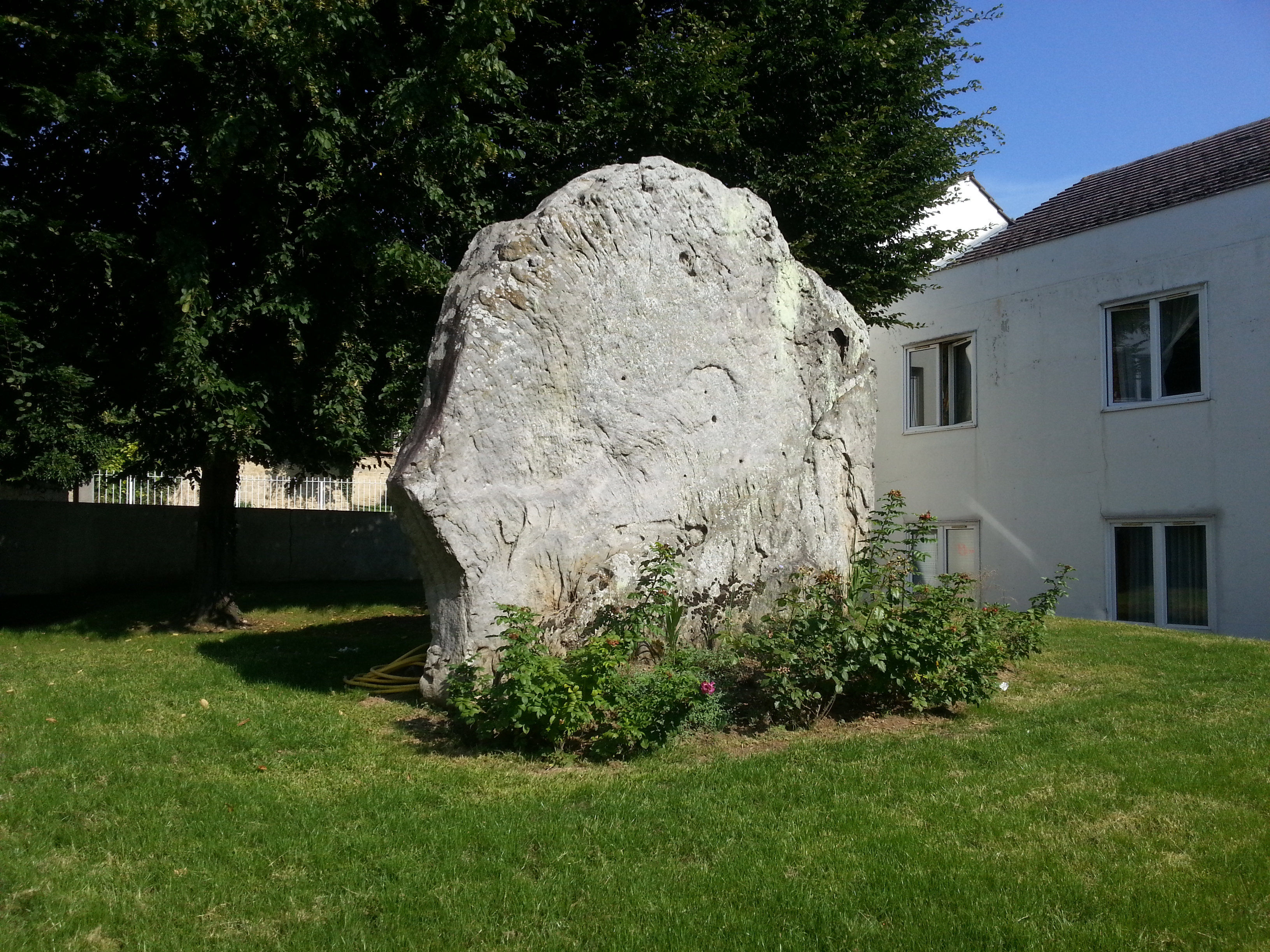
Menhir de Gency.

Cergy compte trois monuments historiques classés ou inscrits sur son territoire.
- L'église Saint-Christophe classée monument historique par arrêté du 10 février 1913, sauf la façade Renaissance nord[74] classée par arrêté du 14 avril 1947[75], rue de Neuville

Cergy est érigée en paroisse en 1120, et les moines du prieuré de l'abbaye de Saint-Denis construisent alors une première église romane, dont ne restent que le clocher jusqu'au second étage inclus, le transept, quelques chapiteaux et des vestiges archéologiques. Dès le début du XIIIe siècle, suit le chœur gothique au chevet plat, dont la première des deux travées est élevée sur l'ancien chœur roman. Ce chœur avec ses deux collatéraux représente l'élément principal de l'église actuelle, car la nef proprement dite a disparu. Les deux chapelles latérales nord du chœur, celle de l'orgue et la sacristie, sont ajoutées au XIVe siècle.
Après les ravages de la guerre de Cent Ans, l'église nécessite une reconstruction, s'échelonnant sur une période de cinquante ans, sans pour autant trouver son aboutissement. La haute flèche en pierre atteignant 40 m à son sommet, ainsi que le portique Renaissance nord datent de cette époque. Cette façade était destinée à donner accès à la nouvelle nef, jamais construite. Le double portail est surmonté d'un tympan garni d'un bas-relief représentant l'arrivée de Jésus au jardin des Oliviers et l'abandon par ses disciples. Deux colonnes corinthiennes de chaque côté, qui commencent seulement à deux mètres du sol, supportent l'architrave avec sa frise au rinceau de feuillages. Flanquée de vases, la niche à statue tout en haut reste vide. Les deux contreforts cantonnant la façade sont surmontés de pots-à-feu. Dans le vestibule à ciel ouvert que l'on traverse avant d'entrer dans l'église, subsistent des piliers et chapiteaux de la nef. Cette dernière n'est démoli qu'au début du XXe siècle pour faciliter la consolidation du clocher,.
- La porte fortifiée et une tour de l'ancien prévôté jouxtant l'église au sud (inscrites monument historique par arrêté du 2 novembre 1926[78])

La paroisse de Cergy donnée en 1120 par Louis le Gros dépendait de l'abbaye de Saint-Denis. Le bâtiment principal du prévôté était un modeste manoir rappelant plutôt un logis de ferme. Aujourd'hui, ne subsistent que la porte fortifiée et la tour de l'ancien fort adossée à la maison seigneuriale. Le portail sud de l'église, réservé aux moines et longtemps bouché, vient d'être remis en état.
- La Pierre-Fouret

Appelée aussi menhir de Gency, classé monument historique par liste de 1889, au hameau de Gency, rue de Vauréal, dans le jardin de la maison de retraite.

#### Autres éléments du patrimoine

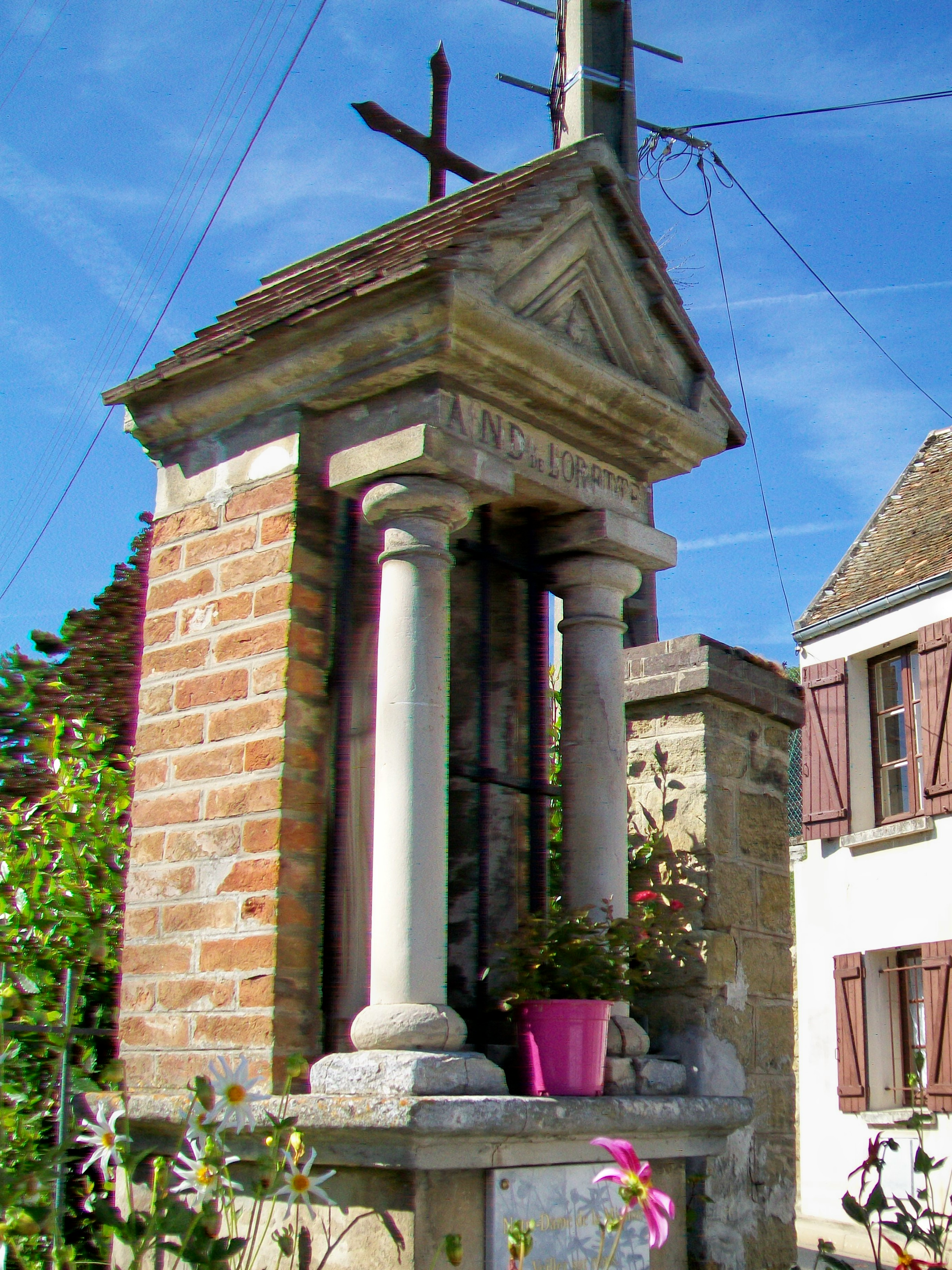
Niche à statue de saint.
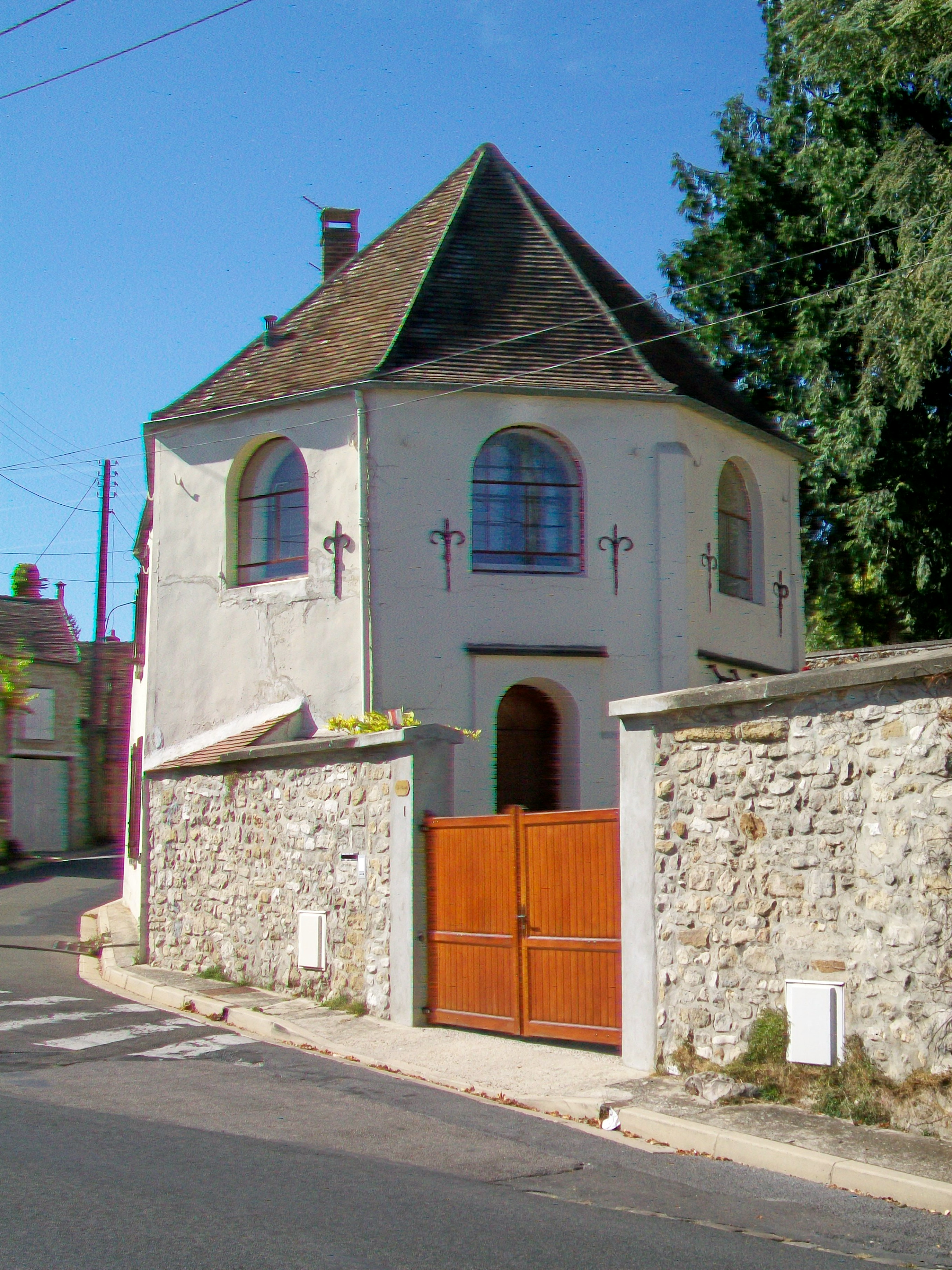
Ancienne chapelle de Gency.
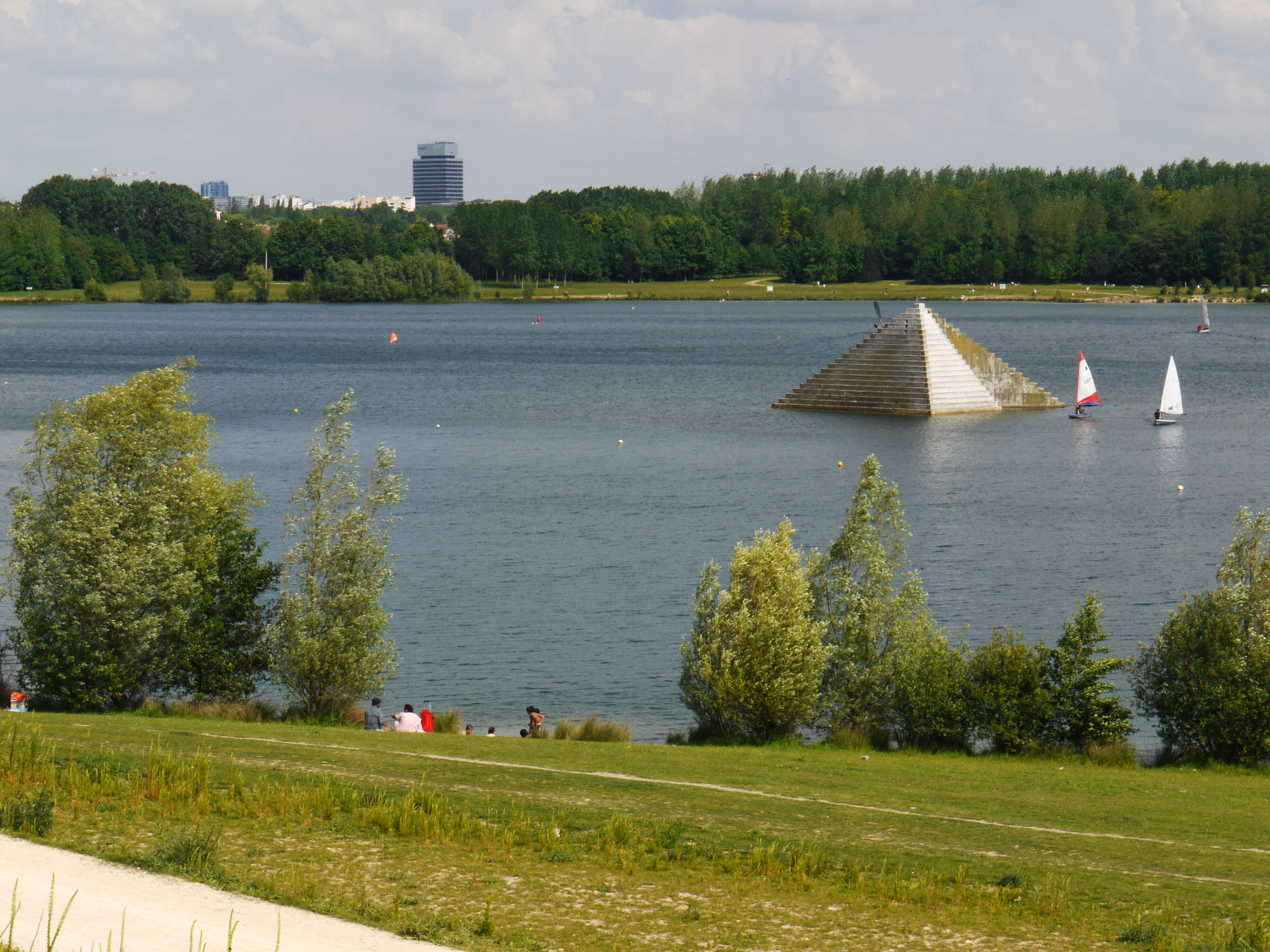
Pyramide dans l'étang.

- Niche à statue de saint, à l'angle rue de Vauréal (RD 922) / rue de Courdimanche

Cette niche du XIXe siècle, en brique et pierre de taille avec deux colonnes sculptées et un petit fronton, rappelle le passé rural de la commune. Après le vol de la statue de la statue de Notre-Dame de Lorette, une statue de sainte Barbe y a été placée.
- Ancienne chapelle de Gency, l'angle rue de Vauréal (RD 922) / rue de Courdimanche[80]

Son chevet à trois pans et aux fenêtres plein cintre est toujours bien reconnaissable depuis la route.
- L'Axe majeur, dans le quartier Axe Majeur/Horloge

Aménagement paysager et sculptural monumental réalisé par le sculpteur Dani Karavan à partir de 1980. Ricardo Bofill a réalisé en 1985 l'espace semi-circulaire situé autour du point d'origine de l'axe.

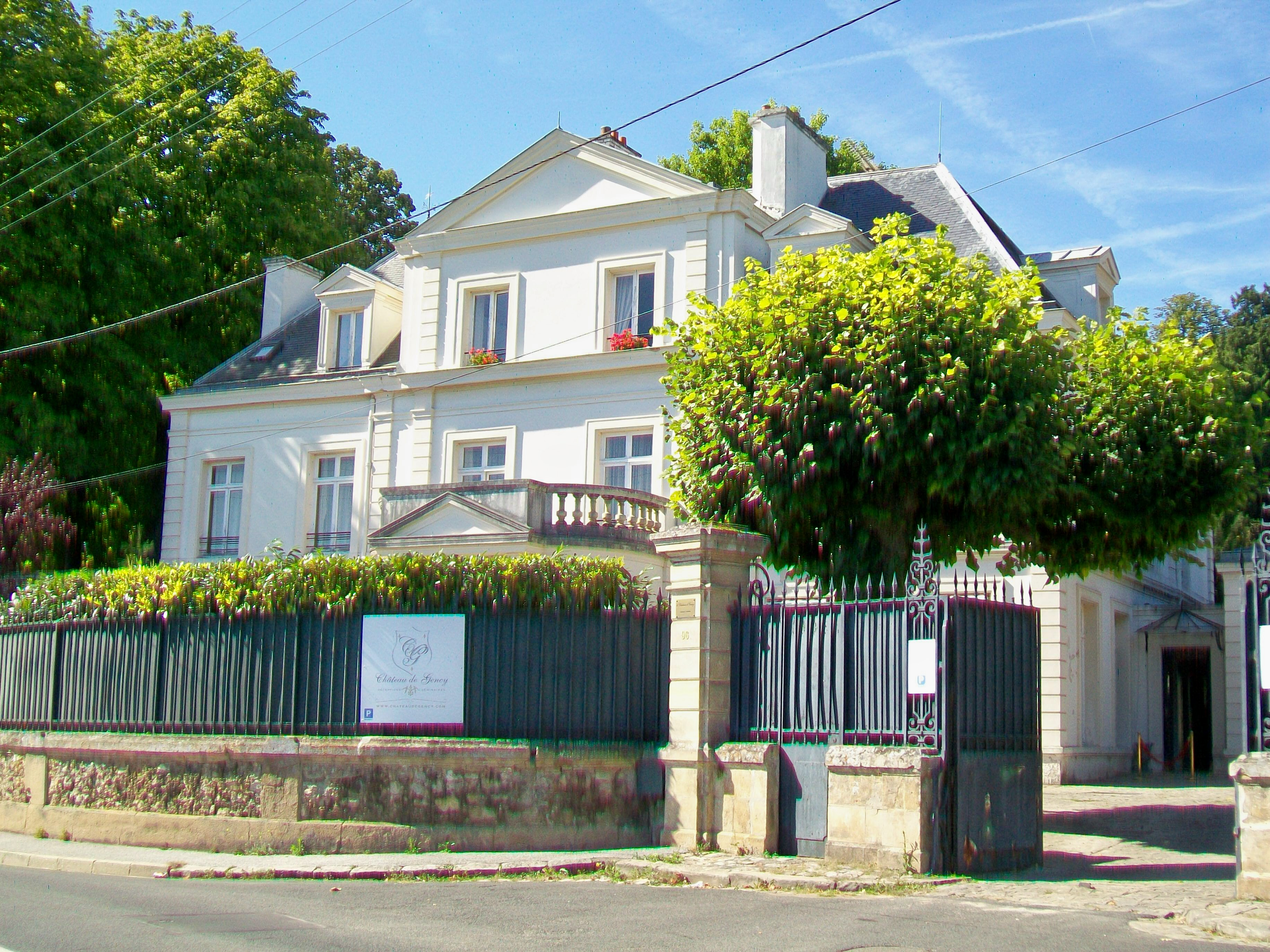
Château de Gency.
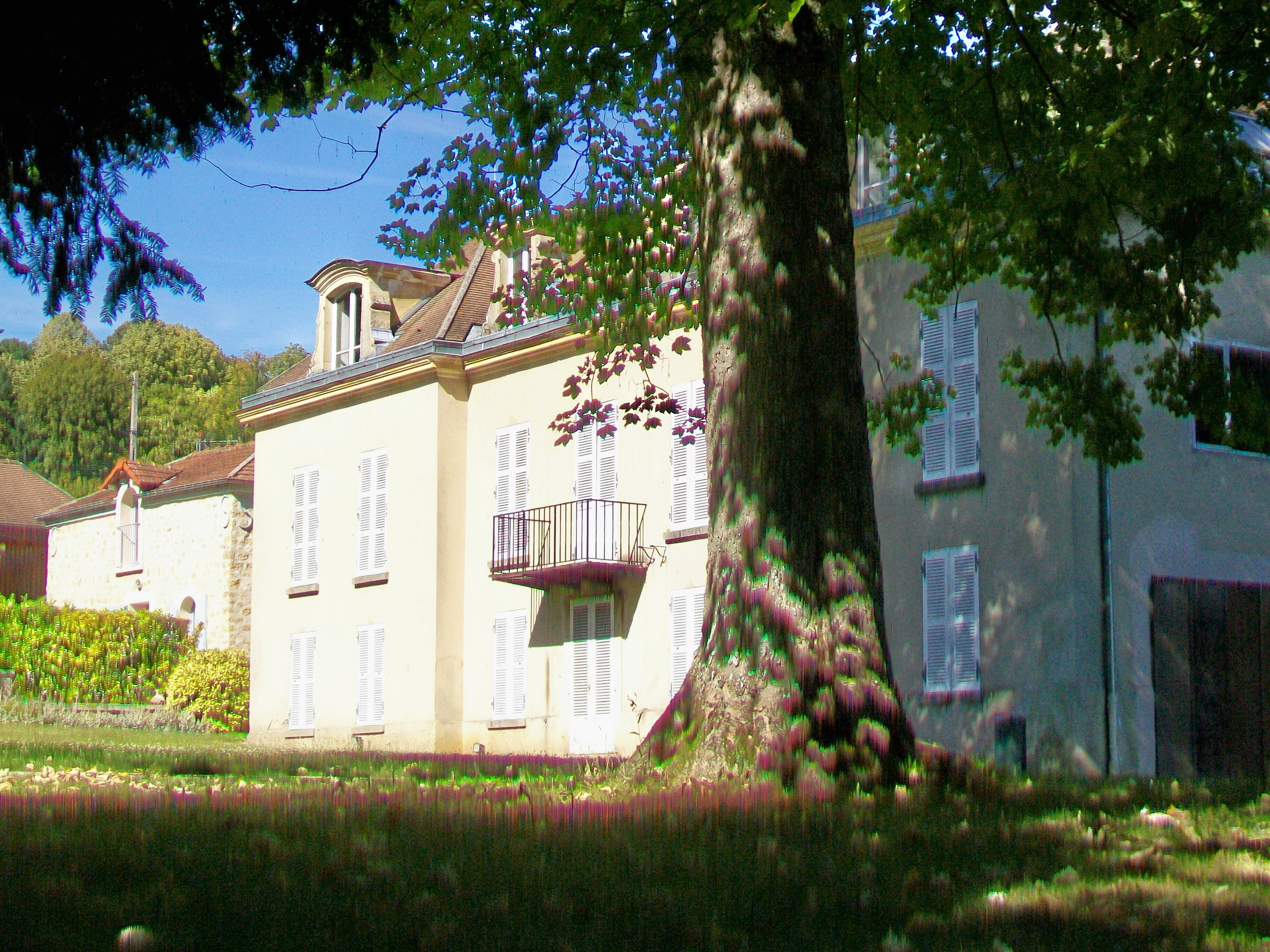
Maison de Gérard Philipe.
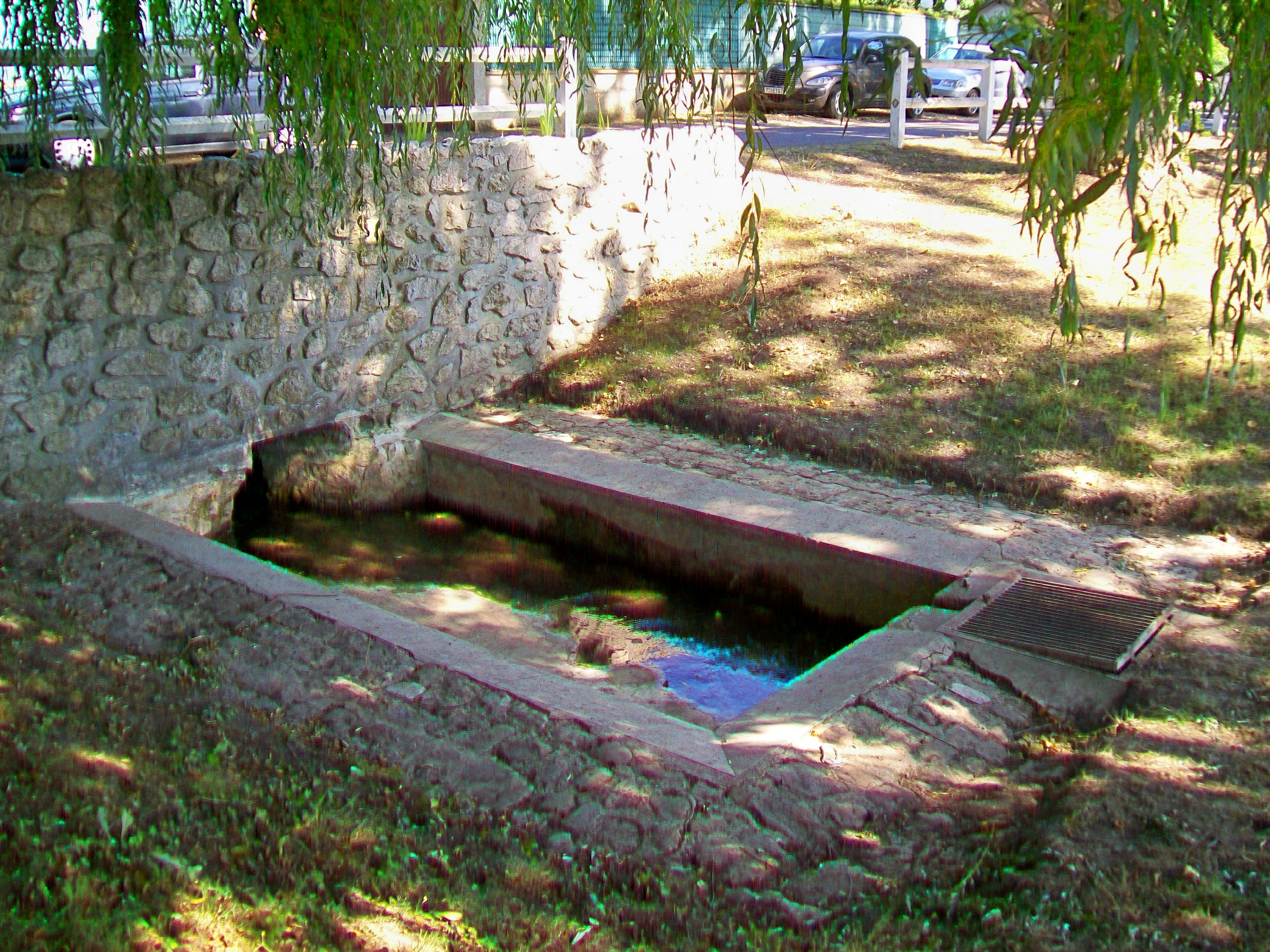
Lavoir de la Guêpière.
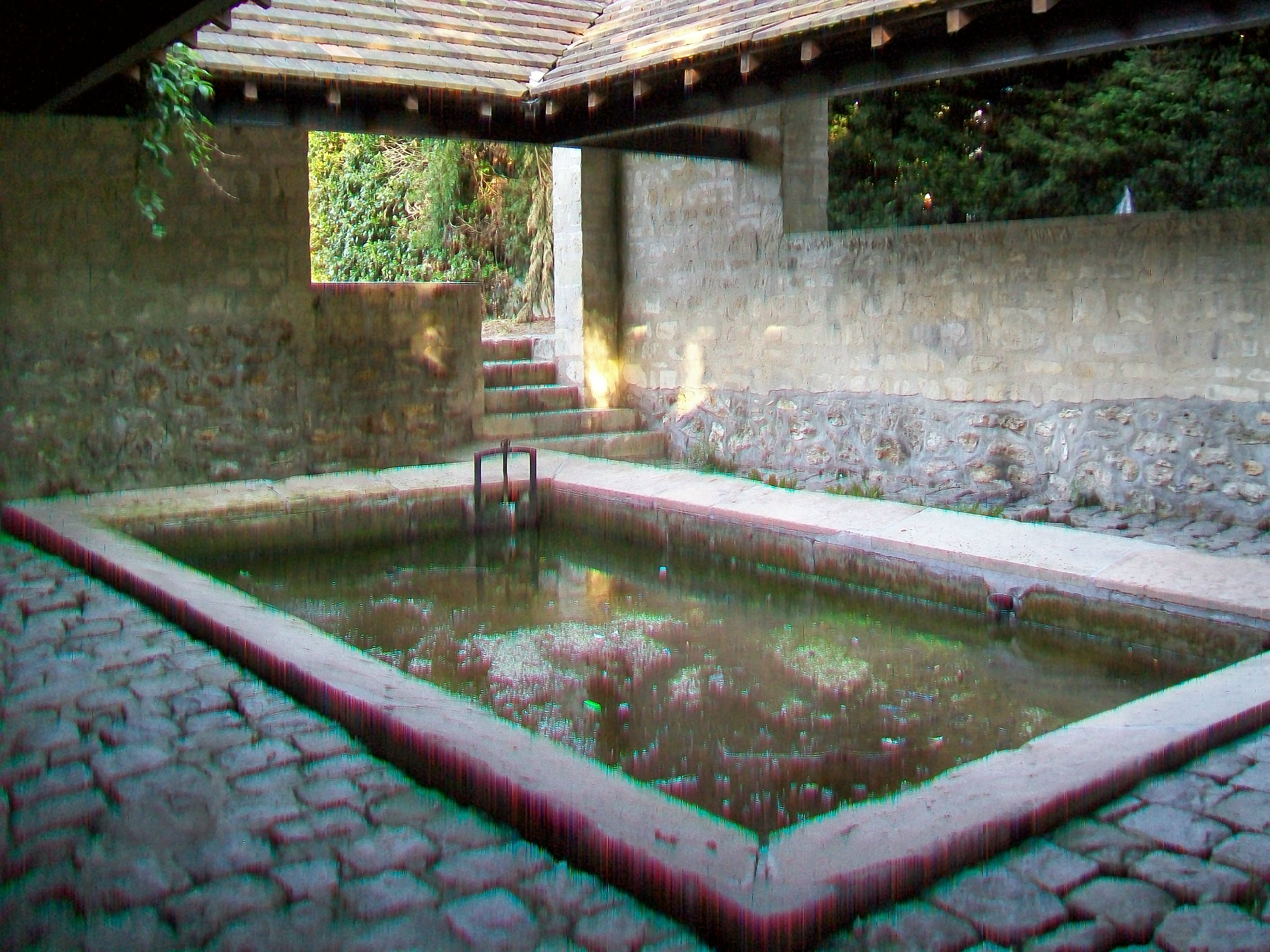
Lavoir de la Rousselette.
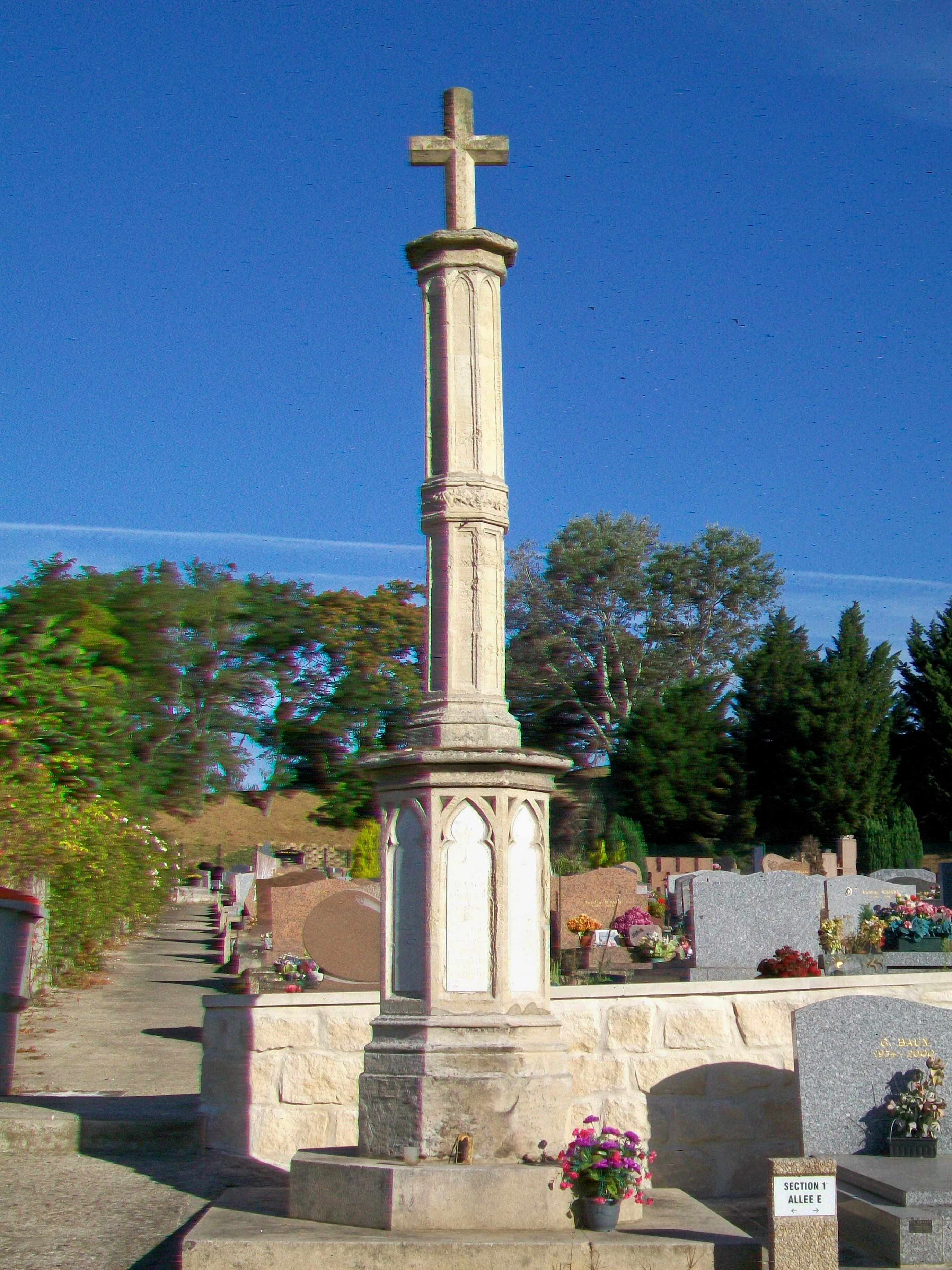
Croix de cimetière.

- Château de Gency

Situé sur la RD 922 au hameau de Gency, il domine les bords de l'Oise, et son domaine descend de l'autre côté de la route jusqu'au chemin de halage, avec des vergers et pâturages. Le parc d'une superficie de 5 ha est une véritable miniaturisation des Buttes-Chaumont, réalisé sous le Second Empire par Alphand et Barrillet. La demeure, chargée d'histoire, a été construite en 1860 par la famille Laroque-Montillet, riches propriétaires terriens dans la plaine de Ham, et propriétaires de bois sur la côte de Fraival. Aujourd'hui le château de Gency sert de lieu de réceptions.
- Maison de Gérard Philipe, rue du Bac-de-Gency / ruelle du Port-de-Gency

Le comédien achète cette grande maison du début des années 1920 en 1954 avec sa femme, Anne, et s'occupe lui-même de son aménagement. Après la disparition précoce de Gérard Philipe, la villa reste longtemps à l'abandon, avant d'être rachetée par l'établissement public d'aménagement. C'est aujourd'hui un lieu d'expositions d'art temporaires, ouvert seulement quelques semaines par an à l'occasion de ces expositions.
- Lavoir de la Guêpière, chemin de la Voirie

Alimenté par une petite source, ce lavoir se situe sur un terrain municipal directement sur la rive droite de l'Oise.
- Lavoir de la fontaine Rousselette, sentier de la Rousselette

Situé à mi-hauteur du coteau entre la route et la rive de l'Oise, sur un petit sentier, c'est un lavoir couvert en forme d'atrium, avec un bassin rectangulaire et des murs partiellement ajourés. Il a été construit vers 1870 comme lavoir municipal, et son utilisation a été continué jusque dans les années 1950, principalement pour le rinçage du linge.
- Croix de cimetière, au cimetière municipal, rue du Repos

Croix de style néogothique, décorée d'une riche ornementation flamboyante.

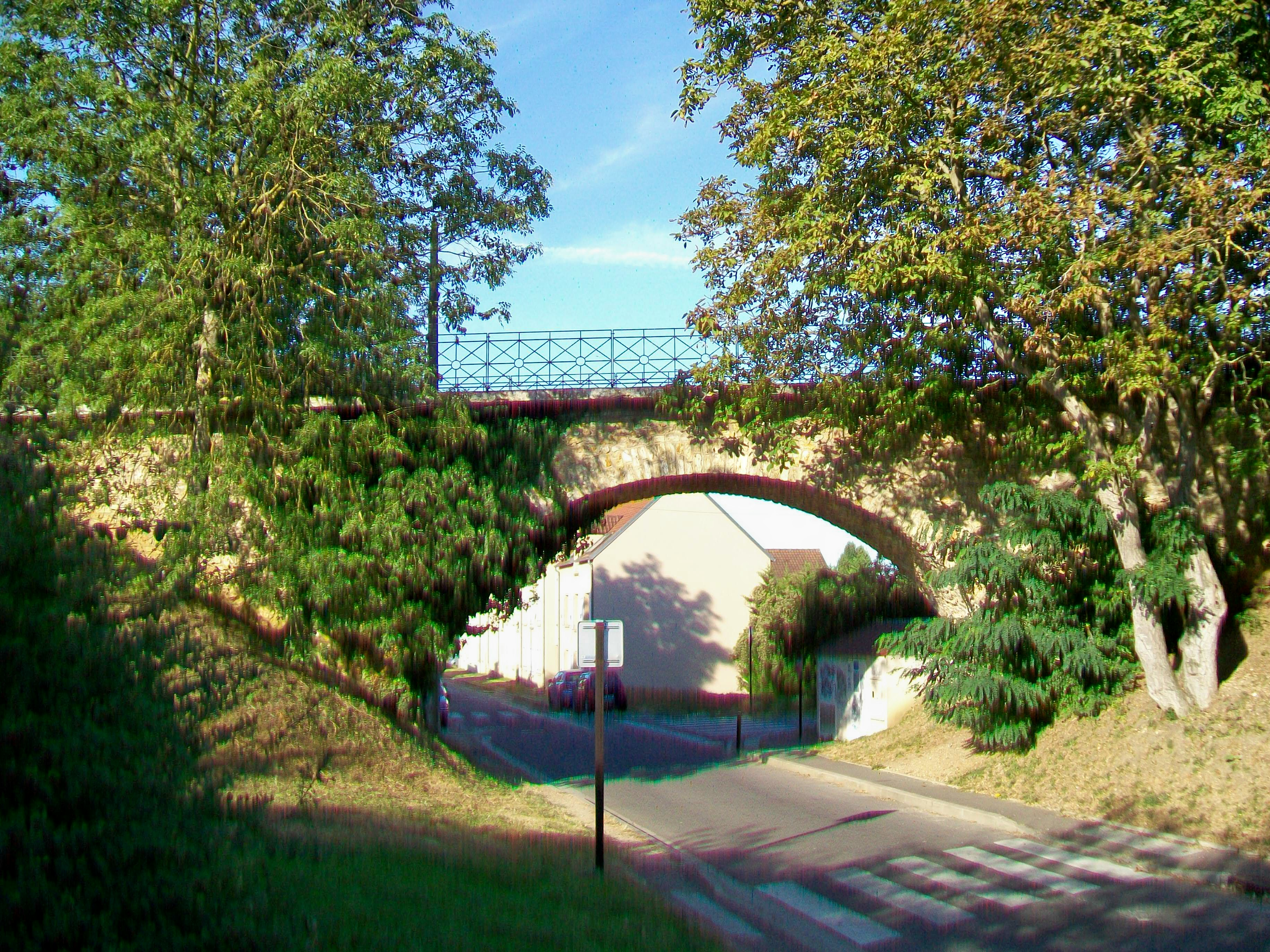
Ancien pont ferroviaire.
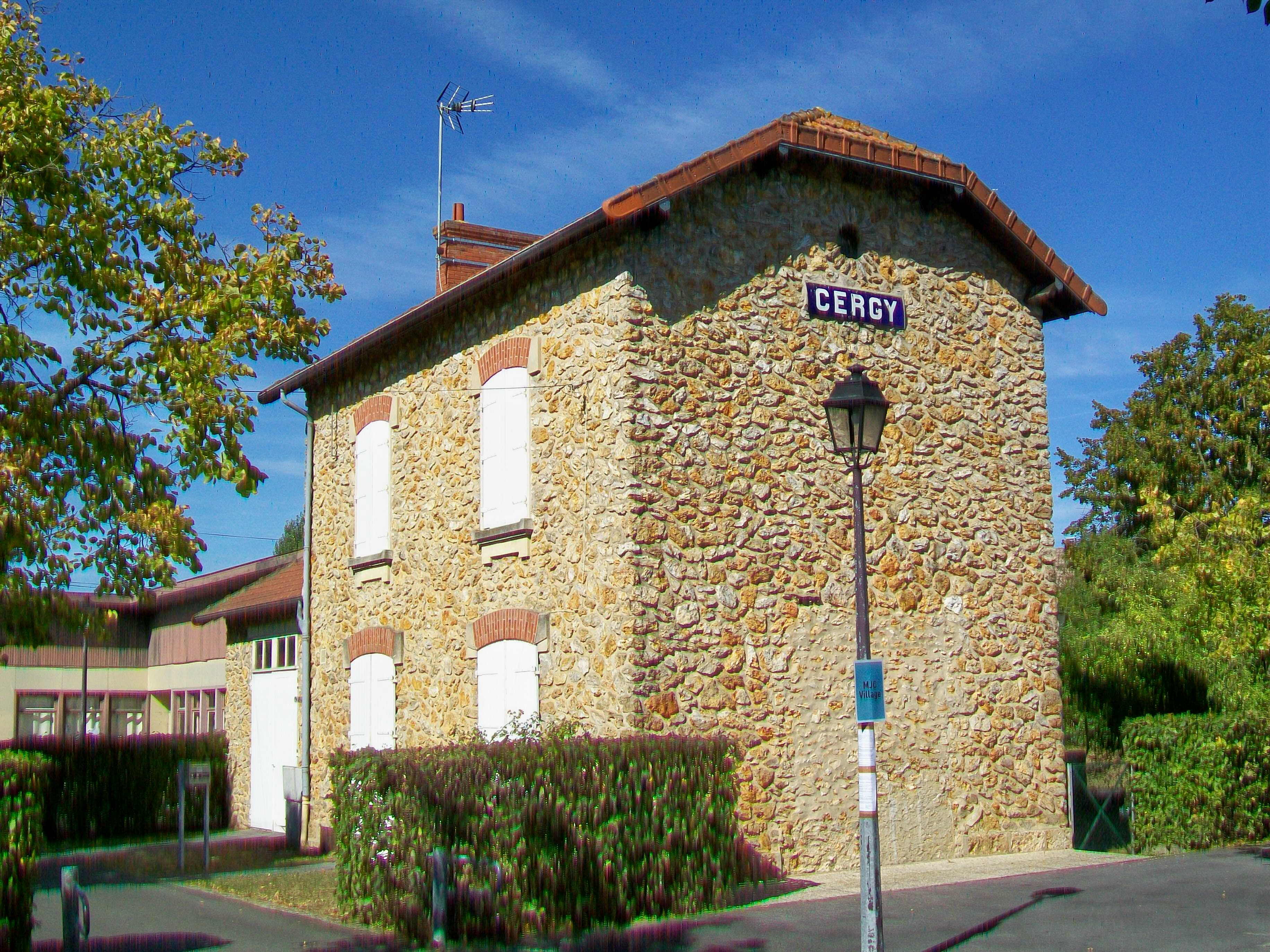
Ancienne gare CGB.
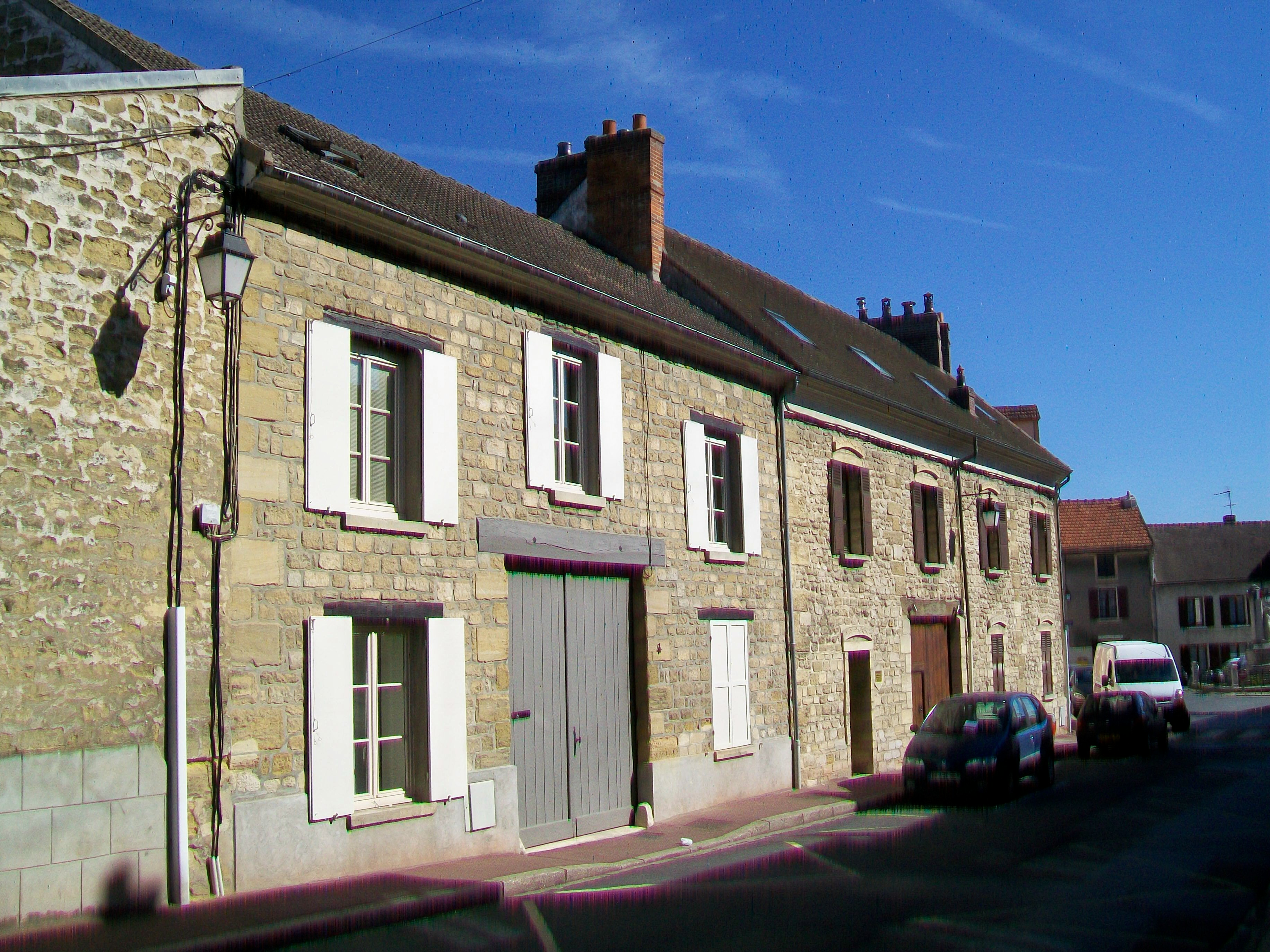
Rue Nationale au village.
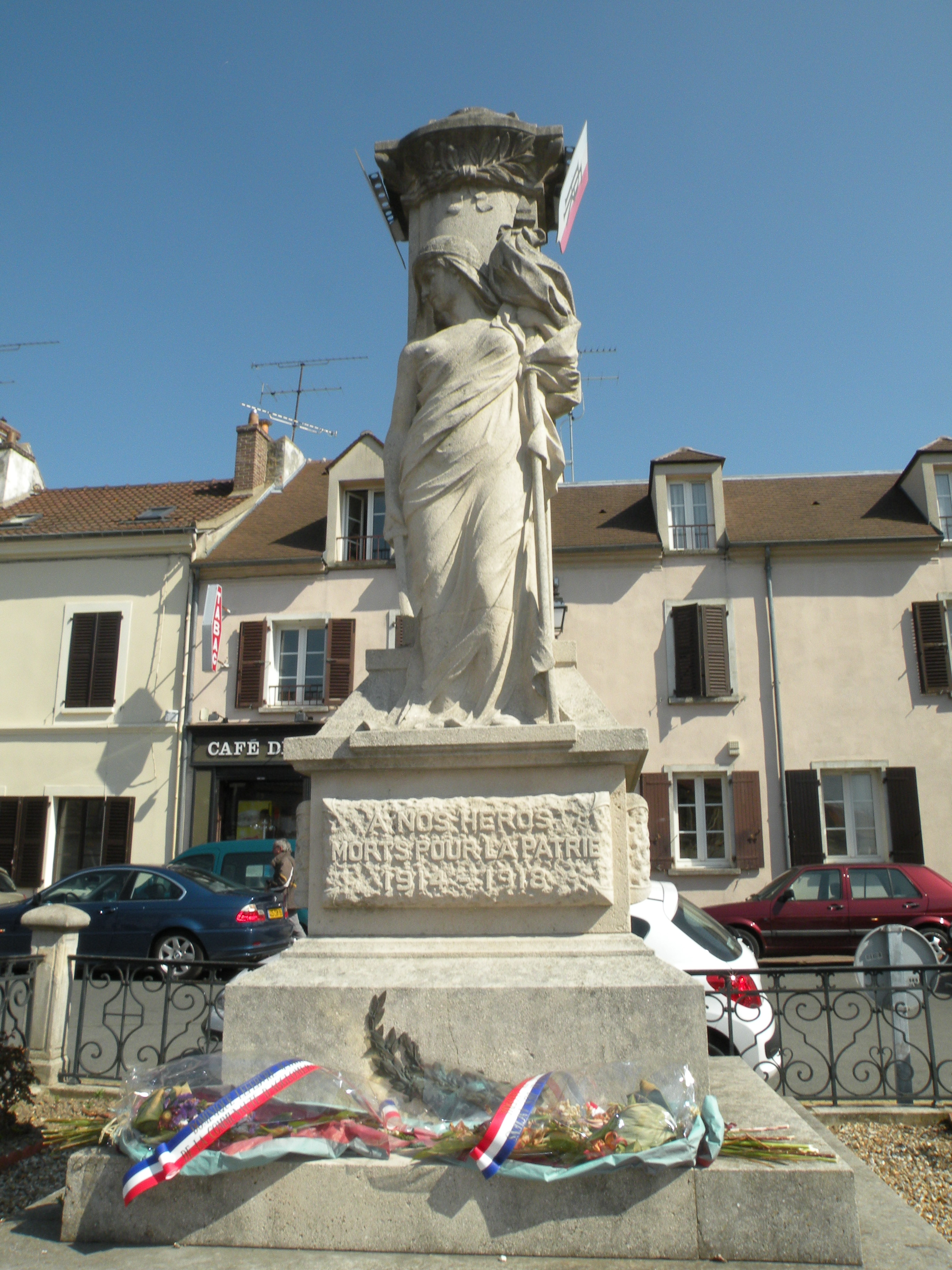
Monument aux morts.
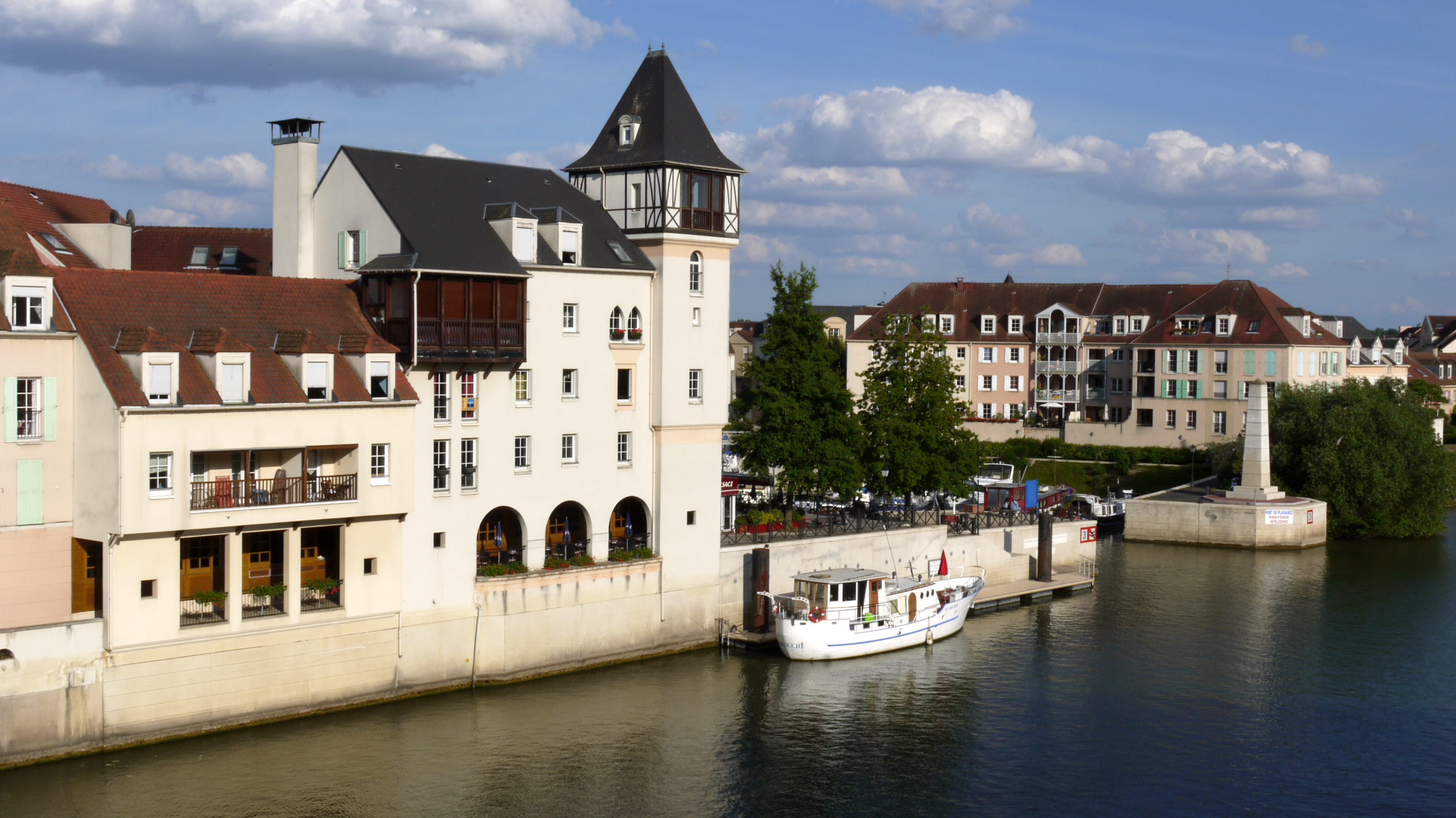
Port-Cergy entrée du bassin à droite.

- Ancien pont ferroviaire, chemin du Ponceau

Ce pont, passage supérieur sur le chemin du Ponceau, rappelle aux habitants que Cergy a connu une desserte ferroviaire avant l'âge du RER, avec la ligne de Pontoise à Poissy de la Compagnie des chemins de fer de grande banlieue (CGB) exploitée entre 1912 et 1948 seulement. Le recours à la meulière comme matériau de construction est caractéristique de la CGB.
- Ancienne gare CGB, place de Verdun

Cette gare a uniquement été desservie par la voie ferrée d'intérêt local CGB de Pontoise à Poissy par Sagy et Meulan, avec correspondance pour Magny-en-Vexin à Sagy. Toutes les gares de la ligne sont munies de bâtiments-voyageurs de ce même type, avec halle à marchandises accolée.
- Le Village, cœur historique de Cergy, est un lieu apprécié des promeneurs.

Du fait de la construction de la ville nouvelle, l'urbanisation a contourné le centre ancien de la commune et les différents hameaux le long de la RD 922. La plupart des maisons ont été restaurées, et à l'instar d'un petit bourg rural, des commerces de proximité existent à Cergy-Village. La mairie-école de 1911, place de la Libération, fonctionne toujours.
- Monument aux morts, place de la République

Ce monument en calcaire taillé représente Marianne et a été érigé en 1920 en l'honneur des soldats morts pour la France lors de la Première Guerre mondiale. Il diffère des monuments aux morts conventionnels, mais un monument de ce type sous la forme d'un obélisque tassé a été érigé au cimetière de Cergy en la même année.
- Le port de plaisance, Port-Cergy

Il a été construit en bordure de l'Oise par Bernard Spœrry en 1989. On peut y voir quelques dizaines de yachts et petites embarcations. Le site est entouré de petits immeubles d'habitations dont les jardins donnent sur un petit canal relié au bassin du port . Il est géré par la Chambre de commerce et d'industrie de Versailles-Val-d'Oise-Yvelines.
- Au sud, dans la boucle de l'Oise, se trouve l'île de loisirs de Cergy-Pontoise.

Composée d'étangs artificiels formés à partir d'anciennes gravières d'EDF, elle est aujourd'hui un lieu de promenade et de loisirs pour les habitants de l'agglomération. On s'y baigne, on y fait de la voile ou du pédalo, du téléski nautique… Le club de canoë-kayak s'y entraîne aussi, tout comme les clubs d'aviron de l'ESSEC et de l'ENSEA.
- La Grande mosquée de Cergy.

### Cergy au cinéma et à la télévision
- 1979 : I... comme Icare de Henri Verneuil
- 1987 : L'Ami de mon amie de Éric Rohmer
- 1993 : Les Visiteurs de Jean-Marie Poiré (principalement la scène du restaurant Courtepaille).
- 2000 : La Fidélité d'Andrzej Żuławski avec Sophie Marceau (une scène à la fin du film se déroule dans les locaux de l'Université de Cergy-Pontoise)
- 2004 : Grande école de Robert Salis (une grande majorité de l'action se déroule dans les locaux de l'ESSEC de Cergy)
- 2006 : Le Serpent de Éric Barbier (l'accrochage des voitures est tournée devant le lycée Jules-Verne de Cergy-le-Haut).
- 2007 : Naissance des pieuvres de Céline Sciamma
- 2017 : Seuls de David Moreau
- 2018 :  L'île au Trésor de Guillaime Brac (documentaire sur la Base de Loisirs de Cergy-Pontoise)

### Cergy dans la chanson
- 2005 : Cergy, chanson d'Anis, album La chance.
- 2009 : La Vigie, chanson de Stanislas (chanteur français), album Les Carnets de la Vigie.
- 2012 : Moïse, chanson de Disiz La Peste (tournage de passages du clip dans la ville notamment sur l'Axe Majeur)[85].
- 2013 : 20h08 - Dans la place pour être, chanson de Les Casseurs Flowters, album Orelsan et Gringe sont les Casseurs Flowters.

### Personnalités liées à la commune
- Anis, chanteur demeurait à Cergy étant enfant. Il a d'ailleurs écrit une chanson sur sa ville d'origine.
- Auguste Blanqui (1805-1881), révolutionnaire socialiste français demeura au hameau de Gency[86].
- Annie Ernaux, écrivaine réside à Cergy depuis la fin des années 1970. Elle a obtenu le prix Renaudot pour son roman La Place  (1984) et le Prix Nobel de littérature en 2022.
- Yves Lavandier, cinéaste et essayiste, auteur de Oui, mais... et La Dramaturgie, habite Cergy depuis plus de vingt ans.
- Jean-Baptiste Massieu (1743-1818), qui fut curé de Cergy, député du clergé, conventionnel et évêque de Beauvais.
- Gérard Philipe (1922-1959), acteur français résida également à Cergy Village dans les années 1950.
- Khalid Rahilou, ancien boxeur et champion du monde  est originaire de la cité de la Croix-Petit à Cergy-Préfecture[87]. Il possède un club de boxe, le club "Rahilou Cergy Boxe" qui se trouve au quartier des Chênes.
- Amara Sy, basketteur est également originaire de la commune de Cergy et plus particulièrement du quartier du Ponceau.
- Youssoupha, rappeur est originaire de la cité des Larris à Cergy-Préfecture, et le rappeur Gringe du groupe Les Casseurs Flowters (duo de rap qu'il forme avec Orelsan).
- Billal Brahimi, Moussa Dembélé (football) et Niels Nkounkou, footballeurs professionnels sont également originaire de Cergy.

### Héraldique

Logo.

| Blason de Cergy | Blason  | De gueules à la boucle d'Oise stylisée d'azur bordée d'argent, soutenue de la Préfecture du même, au chef cousu d'azur chargé de deux fleurs de lys d'or, au porche d'argent brochant sur la partition. |
| Blason de Cergy | Détails | |